# Architekturfotografie

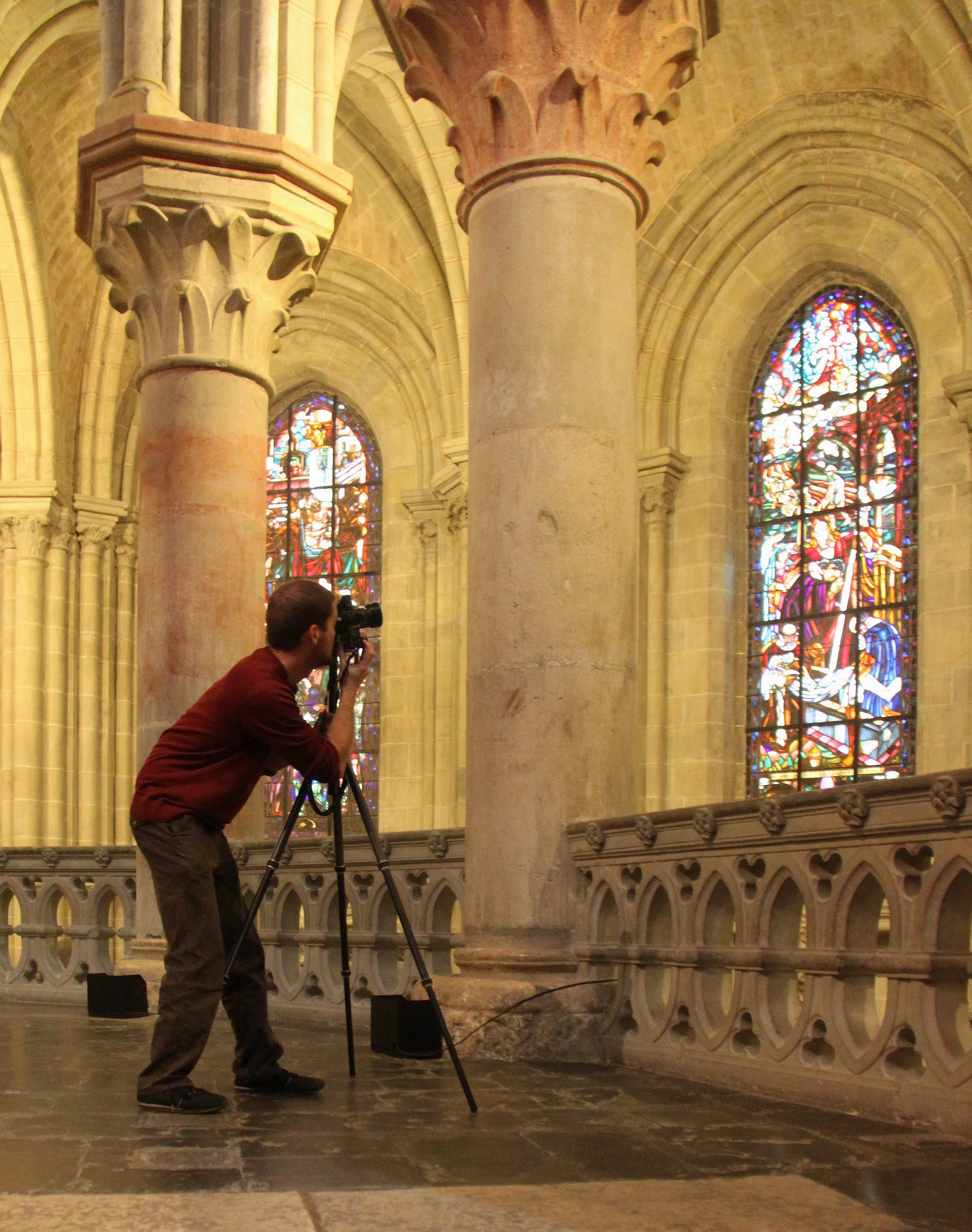
Fotografieren in einer gotischen Kathedrale

Die Architekturfotografie beschäftigt sich mit der fotografischen Abbildung von Architektur. Sie ist die Wechselwirkung von visueller Raumwahrnehmung und fotografischer Raumdarstellung.
Die Architekturfotografie steht in einer engen Beziehung zu den Genres der Sachfotografie, Industriefotografie und Landschaftsfotografie. Die Architekturfotografie als Genre ist so alt wie die Fotografie selbst und wurde bereits von den Pionieren als Thema gewählt. Gleichzeitig ist sie ein wichtiger Teilbereich der fotografischen Ausbildung.

## Objekte der Architekturfotografie
Die Bandbreite der Objekte beginnt bei Baumhäusern, Gartenlauben und Architekturmodellen bis hin zu Objekten aus der Liste der Weltkulturdenkmäler. Dies bedeutet die Abbildung von Miniformaten bis zur Chinesischen Mauer. Auch Innenräume gibt es in allen Dimensionen vom Dachzimmer bis zur Fußball-Arena.
Motive der Architekturfotografie können alle Arten von Bauwerken und Immobilien sein, wie u. a. öffentliche Bauten, Häuser, Sakral-Bauten, Burgen, Schlösser, Ruinen, Funktionsbauten, Brücken, Verkehrsbauten, Türme, Sportanlagen, Hafenanlagen, Talsperren und Industriebauten. Dies bezieht sich auf Innen- und Außenansichten dieser Objekte.

### Kategorien und Genres

#### Objektkategorien
Architektur ist Teil einer Kulturlandschaft, die der Mensch geschaffen hat. Daher ergibt sich eine sehr breite Objektpalette mit unterschiedlichen Anforderung an die einzusetzende Fotoausrüstung. Die Objektpalette umfasst:
- Stadtlandschaften
- Stadtansichten
- einzelne architektonische Objekte
- Architekturdetails
- Stadtmobiliar, Straßenkunst, Denkmäler u. a.
- Exterieur und Interieur (Außen- und Innenansichten).

Je nach Anwendung werden andere Anforderungen an Ausrüstung, Komposition, Perspektive u. a. gestellt, um ein gewünschtes Ergebnis zu erzielen.

#### Objektgenres
Für die Architekturfotografie stehen eine Reihe von Spielarten oder Genres zur Wahl:
- Gesamtästhetischer Ansatz: Das spontane Foto als Zugang zum Objekt
- ideeller Ansatz: Assoziationen zur Funktion oder Lage des Gebäudes
- fokussierender Ansatz: Details werden herausgearbeitet
- integrativer Ansatz: Einbettung ins Umfeld, Menschen, Panorama, kontrastierende Elemente, Wetter etc.
- lichtbasierter Ansatz: Lichtsituation je nach Jahreszeit und Tageszeit
- künstlerischer Ansatz: Verfremdung, HDR, Schwarzweißfotografie etc.
- perfektionistischer Ansatz: starke Nachbearbeitung bei Arbeiten für Auftraggeber.

Zusammenspiel von Formen, Farben, Plastizität, von Licht, Schatten, Spiegelungen können ausgewogen, spannungsreich oder expressiv umgesetzt werden.

### Anwendungsbereiche
Die professionellen Anwendungen werden von ausgebildeten Fotografen abgedeckt, die sich auf das Thema spezialisiert haben. Theoretische Ausbildung, Ausrüstung und praktische Erfahrung sind entscheidend für gute Resultate.

#### Architekturfotografie im Auftrag von Architekten
Der wichtigste Auftraggeber eines Architekturfotografen ist der Architekt. Architekten nutzen diese Bilder als Referenzen, um ihren eigenen Marktwert zu steigern und neue Projekte anzubahnen. Das Architekturfoto ist der Werbebotschafter des Architekten. Der Architekt legt dabei Wert auf eine Inszenierung und Wirkung seiner architektonischen Aussagen. Dies stellt höchste Ansprüche an die Umsetzung des Fotografen. Dieser Bereich hat die höchste wirtschaftliche Bedeutung aller Anwendungsgebiete und oft wird die gekonnte Inszenierung durch den Auftrag selbst zur Kunst. Die Auftragskunst „Architektur“ wird zur Vorlage für die Auftragskunst „Architekturfotografie“.

#### Architekturfotografie in der Bauwirtschaft

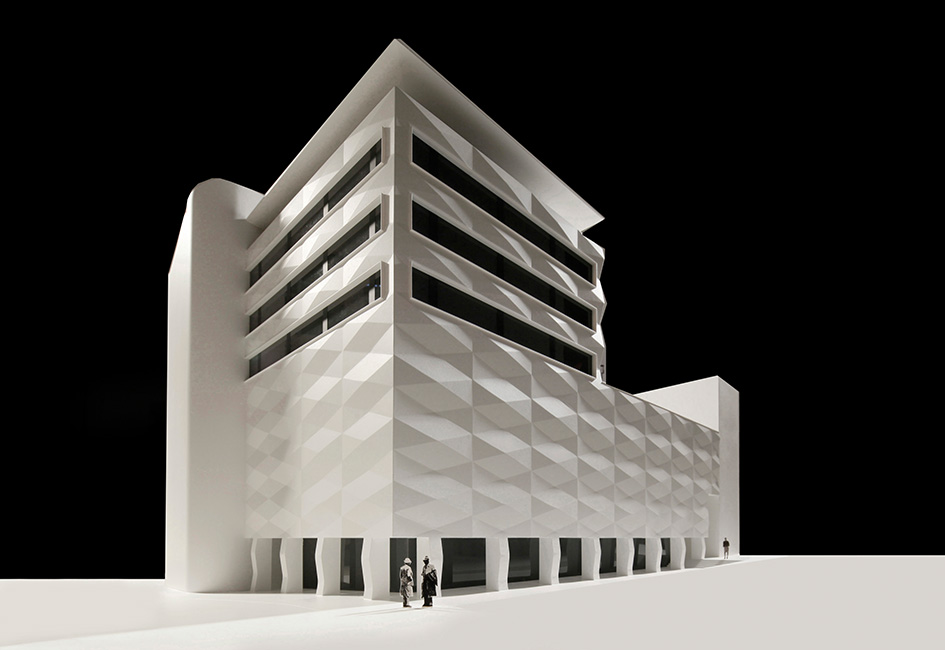
Aus der Fußgängerperspektive fotografiertes Architekturmodell veranschaulicht eine Planung

In der Entwurfs- und Planungsphase umfasst dies die Fotografie von Modellen zur Darstellung des geplanten Bauvorhabens. Zur Darstellung wird heute allerdings überwiegend das Architekturrendering zur Visualisierung eingesetzt. In der Ausführungsphase wird der Entstehungsprozess eines Bauwerks auf der Baustelle fotografisch dokumentiert. Nach der Fertigstellung wird das Bauwerk in seinem aktuellen Zustand dokumentiert. Neben der künstlerisch-dokumentarischen Abbildung von Bauwerken kommt dem Einsatz fotografischer Methoden in der Vermessungstechnik Bedeutung bei. Insbesondere ist durch stereoskopische Aufnahmen eine räumliche Vermessung möglich.

#### Architekturfotografie in der Immobilienwirtschaft
Für die Immobilienwirtschaft und Bauherren hat die Architekturfotografie große Bedeutung, wenn es gilt Objekte zu verkaufen oder zu vermieten.

#### Architekturfotografie für Unternehmen und Institutionen
Für Institutionen und Unternehmen kann die Architekturfotografie große Bedeutung haben. Oft geht es darum, die Bedeutung oder die Funktionalitäten eines Unternehmens zu thematisieren. Dabei können auch Innenaufnahmen von Betriebseinrichtungen Bedeutung haben.

#### Architekturfotografie für Dienstleistungen

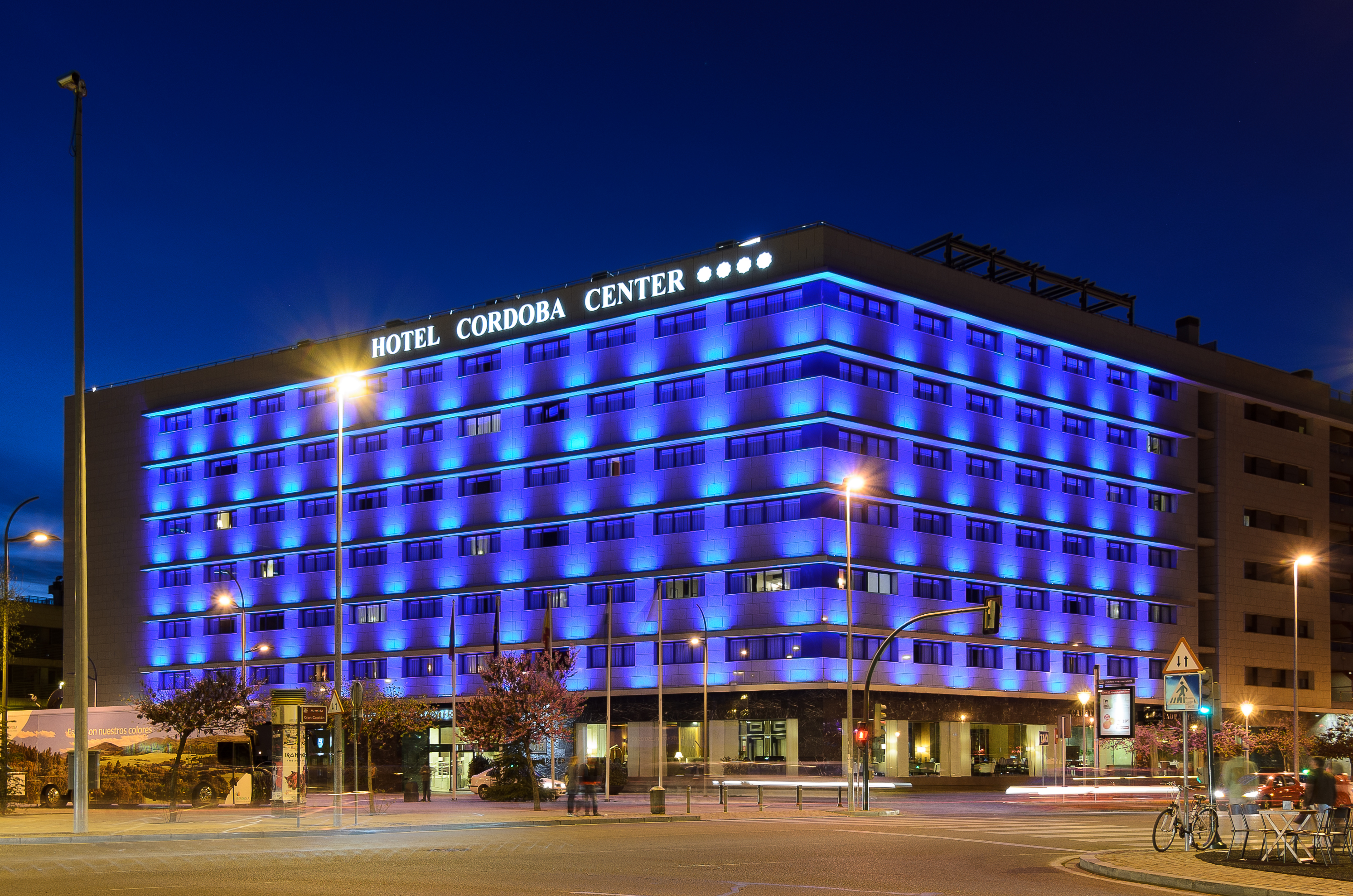
Zur Vermarktung eines Hotels in Katalogen oder für Internet-Auftritte leistet die Architekturfotografie wichtige Hilfe

Die Architekturfotografie spielt auch in der Gastronomie, Hotellerie und Tourismuswirtschaft eine Rolle, wenn es darum geht Objekte in Kataloge oder im Internet attraktiv in Szene zu setzen.

#### Architekturfotografie als Zielgruppenthema der Fotogerätehersteller

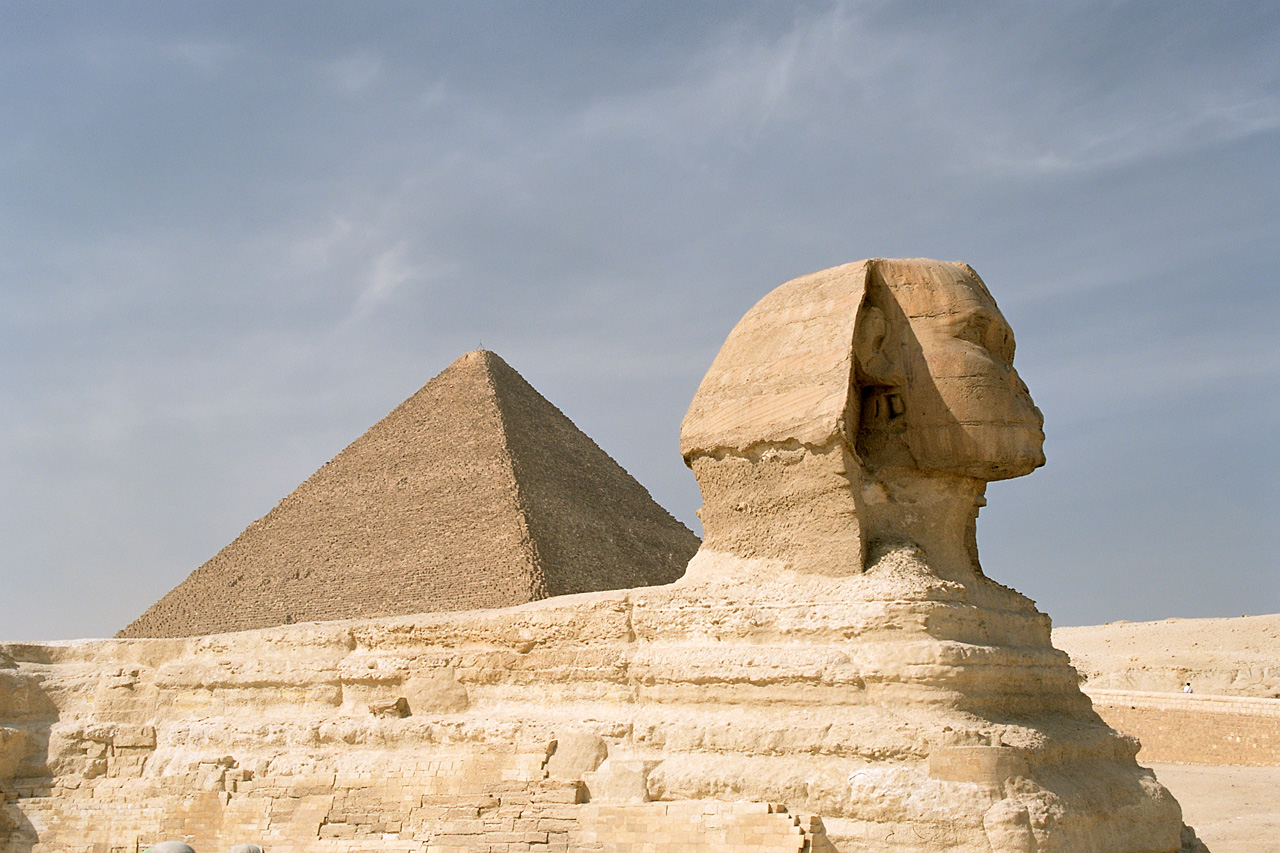
Bekannte Architekturbeispiele werden von Amateuren zigtausendfach fotografiert (Sphinx in Gizeh, Ägypten)

Hersteller von Fotogeräten finden in der Architekturfotografie ein breites Betätigungsfeld zur Marktplatzierung ihrer Produkte und Dienstleistungen. Einerseits bezieht sich dies auf professionelle Fotografen mit anspruchsvollen Wünschen hinsichtlich der Ausrüstung bis in den Großformatbereich, andererseits auf eine Nachfrage einer Vielzahl von Amateurfotografen, die sich der Architekturfotografie als Thema für Städtereisen, Ausflüge oder Reisen generell widmen.

#### Architekturfotografie zur Dokumentation

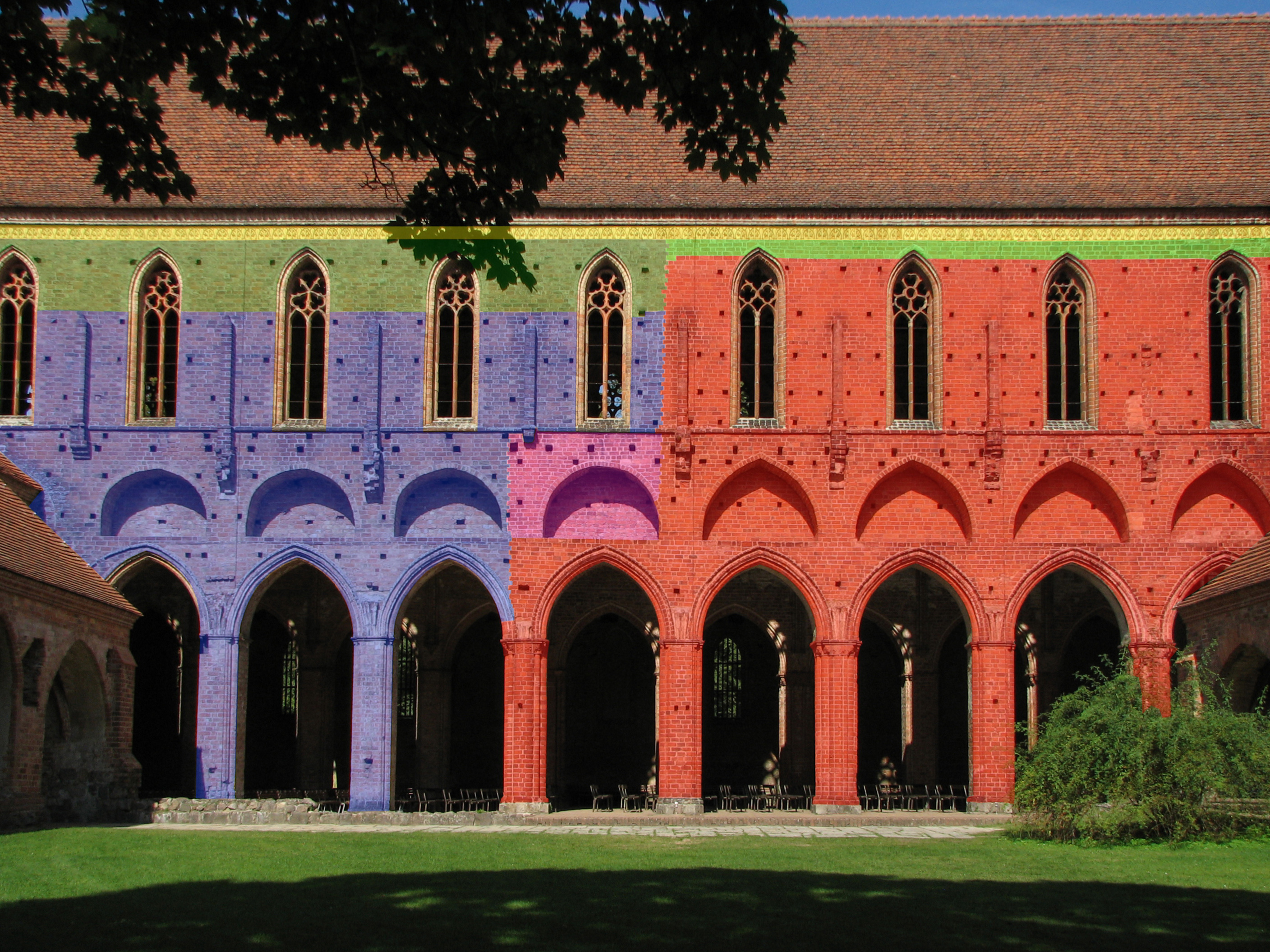
Baufortschritte Kloster Chorin in 2009, die unterschiedlichen Bauschritte werden farbig gekennzeichnet

Wenn Gebäude unter Denkmalschutz stehen ist Fotografie wichtig um den Bauzustand zu dokumentieren. Das gilt für das gesamte Gebäude, aber auch für Details. Wenn Gebäude abgerissen werden sollen, kann zuvor die Fotografie das Objekt historisch festhalten. Fotografie wird auch häufig eingesetzt, wenn ein Gebäude umgebaut oder modernisiert werden soll. Sonderfälle sind die Nutzung von Architekturfotografien von Architekturkritikern, Bauhistorikern und Historikern oder von Medien oder Verlagen für Publikationen.

#### Architekturfotografie aufgegebener Gebäude
Fotografie von verlassenen und verfallenden Gebäuden (sog. Lost Places) nennt man Ruinen-Fotografie.

### Funktionen der Architekturfotografie
Die Architekturfotografie hat neben dem Nutzen für Architekten und Bauherren auch viele verschiedene gesellschaftliche Funktionen:
- Aufklärungsfunktion: Architekturfotografie macht Bauwerke unabhängig vom Standort des Rezipienten sichtbar und erfüllt damit eine Aufklärungsfunktion[4]. Dass beispielsweise viele Menschen das Empire State Building in New York beschreiben können, ohne jemals dort gewesen zu sein, ist unter anderem auch ein Verdienst der Architekturfotografie.

- Informationsfunktion: Architekturfotografie erfasst und transportiert Informationen über ein Bauwerk[4], z. B. Form, Farbe, Baustil, verwendete Materialien etc.

- Dokumentationsfunktion: Architekturfotografie dokumentiert den Zustand eines Bauwerks im Kontext der Zeit[5]. Der Gebäudezustand wird damit vergleichbar. Erst durch die Dokumentation des Gebäudes wird eine historische Betrachtung und die Bildung von Stilepochen möglich.

- Vermittlungsfunktion: Architekturfotografie transportiert den konzeptionellen bzw. künstlerischen Gedanken eines Bauwerkes[6]. Durch Architekturfotografie wird ein Gebäude auch ohne Beschreibung „lesbar“ – seine Aussage wird erfahrbar.

- Künstlerische Funktion: Die künstlerische Komponente in der Architekturfotografie interpretiert ein Gebäude bewusst abweichend von der Wirklichkeit. Dazu stehen Architekturfotografen die Werkzeuge der Fototechnik und Bildbearbeitung zur Verfügung.

- Lenkungsfunktion: Architekturfotografie kann den Blick des Rezipienten auf bestimmte Details oder Muster lenken, z. B. bestimmte Details werden fokussiert oder es werden Linien, Muster und Strukturen herausgearbeitet.
- Kommentarfunktion: Der Architekturfotograf kommentiert die Architektur eines Bauwerks[7]. Dabei schlüpft er in die Rolle eines Architekturkritikers. Er analysiert und interpretiert das Bauwerk. Die Formsprache des Architekten kann der Fotograf unterstreichen, interpretieren oder abstrahieren.[8]
- Ergänzungsfunktion: Aufnahmen aus der Architekturfotografie werden häufig dazu verwendet, journalistische, kommerzielle oder öffentlichkeitswirksame Texte mit Bildern anzureichern.
- Inspirationsfunktion: Architekturfotografie liefert visuelle Vorlagen als Inspiration für neue Architekturprojekte. Sowohl Architekten, als auch Bauplaner lassen sich von Architekturaufnahmen inspirieren.
- Wertsteigerungsfunktion: Häufig werden Architekturfotografen damit beauftragt, Gebäude im Idealzustand zu fotografieren.[9] Architekten nutzen diese Bilder als Referenzen, um ihren eigenen Marktwert zu steigern und neue Projekte anzubahnen. Immobilienmakler und Bauherren nutzen sie, um den Wert des Gebäudes zu steigern. Obwohl die Bausubstanz im Laufe der Zeit an Wert verliert, kann die Fotografie eine Werterhaltung bzw. -steigerung suggerieren.

### Besondere Phänomene

#### Sequenzerfahrung in der Architekturfotografie
Mehrere Fotografien ein und desselben Gebäudes können darüber zu einer Sequenzerfahrung führen. Der Betrachter nimmt Teilinformationen (z. B. die Vorderseite und die Rückseite eines Gebäudes) Bild für Bild wahr und setzt die Bruchstücke gedanklich zusammen. So ergibt sich eine zeitliche Abfolge von Erfahrungen mit dem Objekt, ähnlich wie eine Abfolge von Szenen im Film.

## Technische Grundlagen

### Aspekte der Perspektive
In der Architektur trifft man auf eine Vielzahl von Vertikalen und Horizontalen, auf Strukturelemente, Reflexionen oder ungewöhnliche Lichtverhältnisse. Vor allem die Linien ergeben gedachte „Fluchtpunkte“ in der Verlängerung, die es zu beherrschen gilt. Innerhalb der Komposition spielt daher die Perspektive eine zentrale Rolle.

#### Methoden zur realitätsnahen Wiedergabe der Proportionen
Prinzipiell sind, bei gegebener Ausrüstung, für eine realitätsnahe Wiedergabe der Proportionen ein drei Wege möglich:
- eine erhöhe Kameraposition,
- der richtige Abstand zum Objekt,
- die Wahl einer leichten Seitenansicht.

Details ergeben sich nun aus den Perspektivregeln.

#### Perspektivregeln

##### Horizontale Perspektive
Für das Fotografieren von Architektur sind horizontale Perspektiven zu unterscheiden:
1. Frontale Zentralsicht: Man sieht eine flächige Fassade (Horizontalen und Vertikalen), aber noch keine räumliche Tiefe (Diagonalen)
2. Leichte Überecksicht („Kavaliersperspektive“): Man sieht die Fassade (Horizontalen und Vertikalen), und eine leichte räumliche Tiefe (Diagonalen)
3. Stärkere Überecksicht: Man sieht nun weniger die Fassade (Horizontalen und Vertikalen), und eine starke räumliche Tiefe (Diagonalen).[12]

Man muss sich also zwischen einem 2D- und einem 3D-Eindruck entscheiden. Letztlich auch zwischen einer plastischen und einer maßstabsgetreuen Darstellung.

##### Vertikale Perspektive
Das Gleiche gilt nun für die vertikale Kameraposition (vertikale Perspektiven), d. h. wie hoch man am Objekt ansetzt. Sofern es ein Hochhaus ist, wird es schwierig, eine maßstabsgetreue Abbildung zu finden. Diese findet man nur annähernd auf der Höhe der Gebäudemitte und dann auch nur mit dem nötigen Abstand. Daumenwert ist die Gebäudemitte. Man kann es von einem benachbarten Gebäude aus versuchen, mit einem leicht erhöhten Standpunkt oder mit Hochstativen. Heute wäre auch mit einer Drohnenkamera eine optimale vertikale Perspektive zu finden, allerdings ginge dies zu Lasten der erforderlichen Belichtungszeit.

##### Bandbreite der Perspektiven
Die Wahl von horizontaler und vertikaler Perspektive ergibt die endgültige Perspektive.
Die Sichtweise der Architekturfotografie ist traditionell von der Zeichnung abgeleitet. Die dabei angewandte Zentralperspektive geht dabei zumeist vom Standpunkt eines menschlichen Beobachters, der sich in der Umgebung des Bauwerkes bewegt oder einer erhöhten Position (Vogelperspektive) aus.

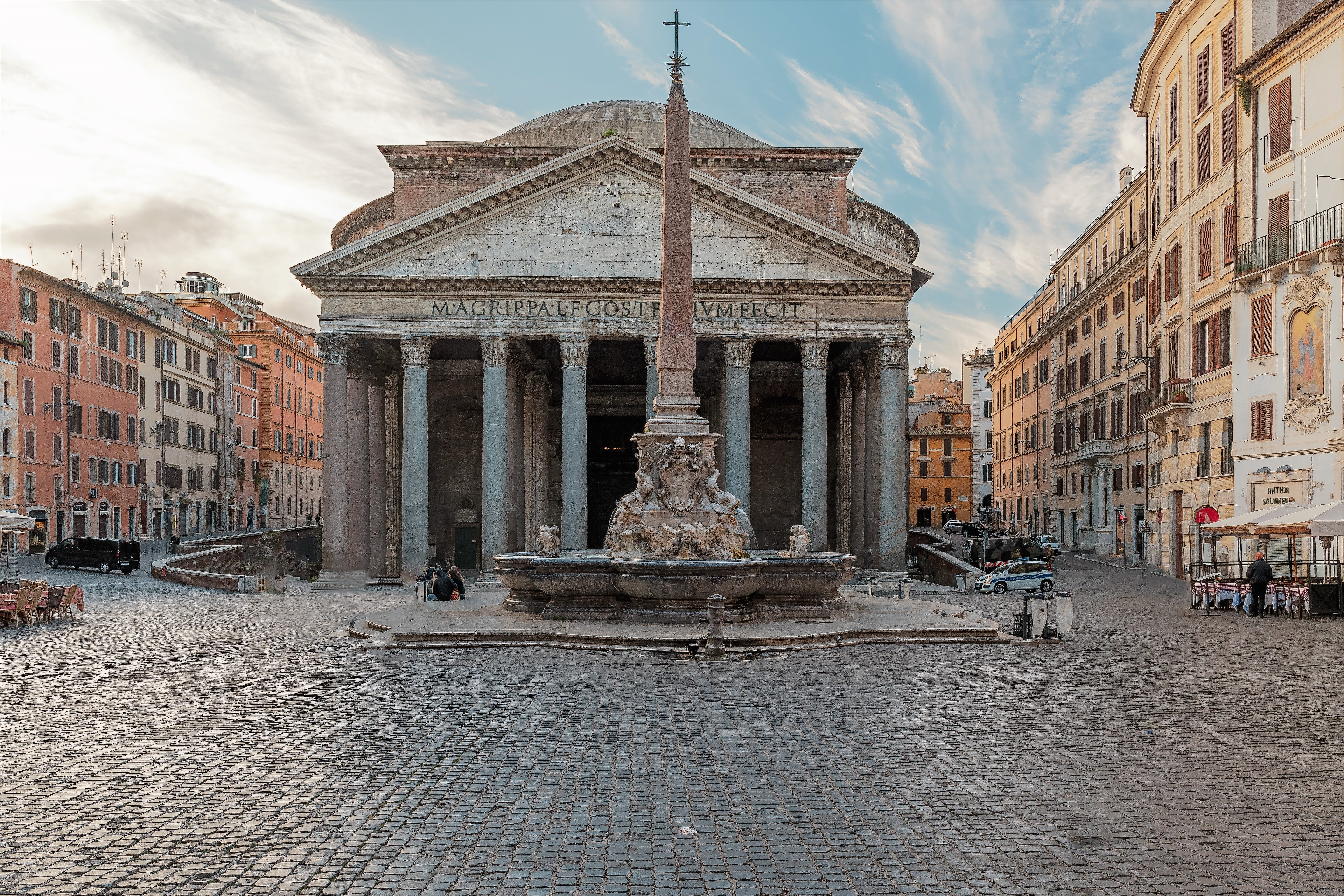
Zentrale Perspektive
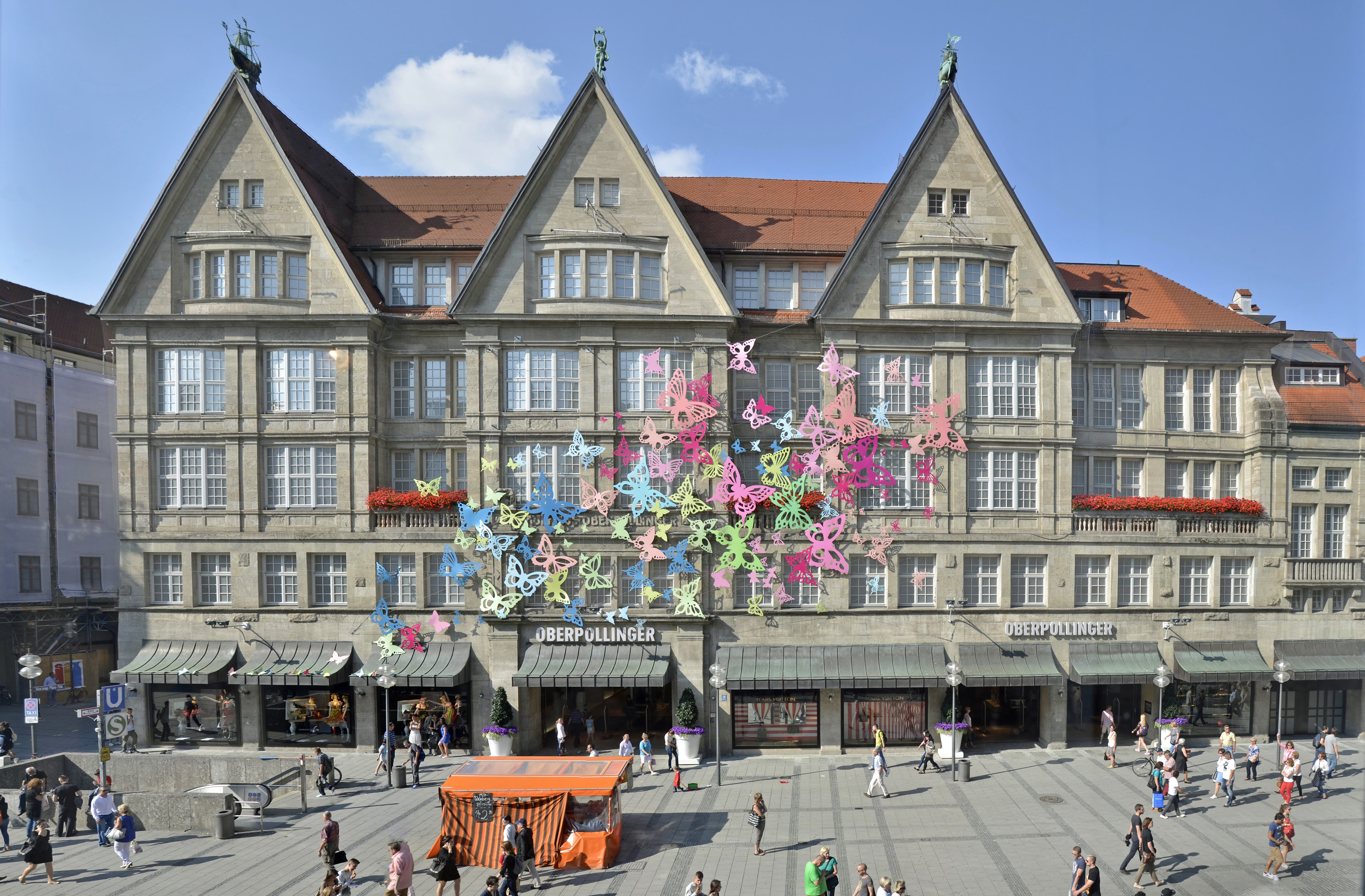
Erhöhte Perspektive (auf Höhe der Mitte eines Gebäudes)
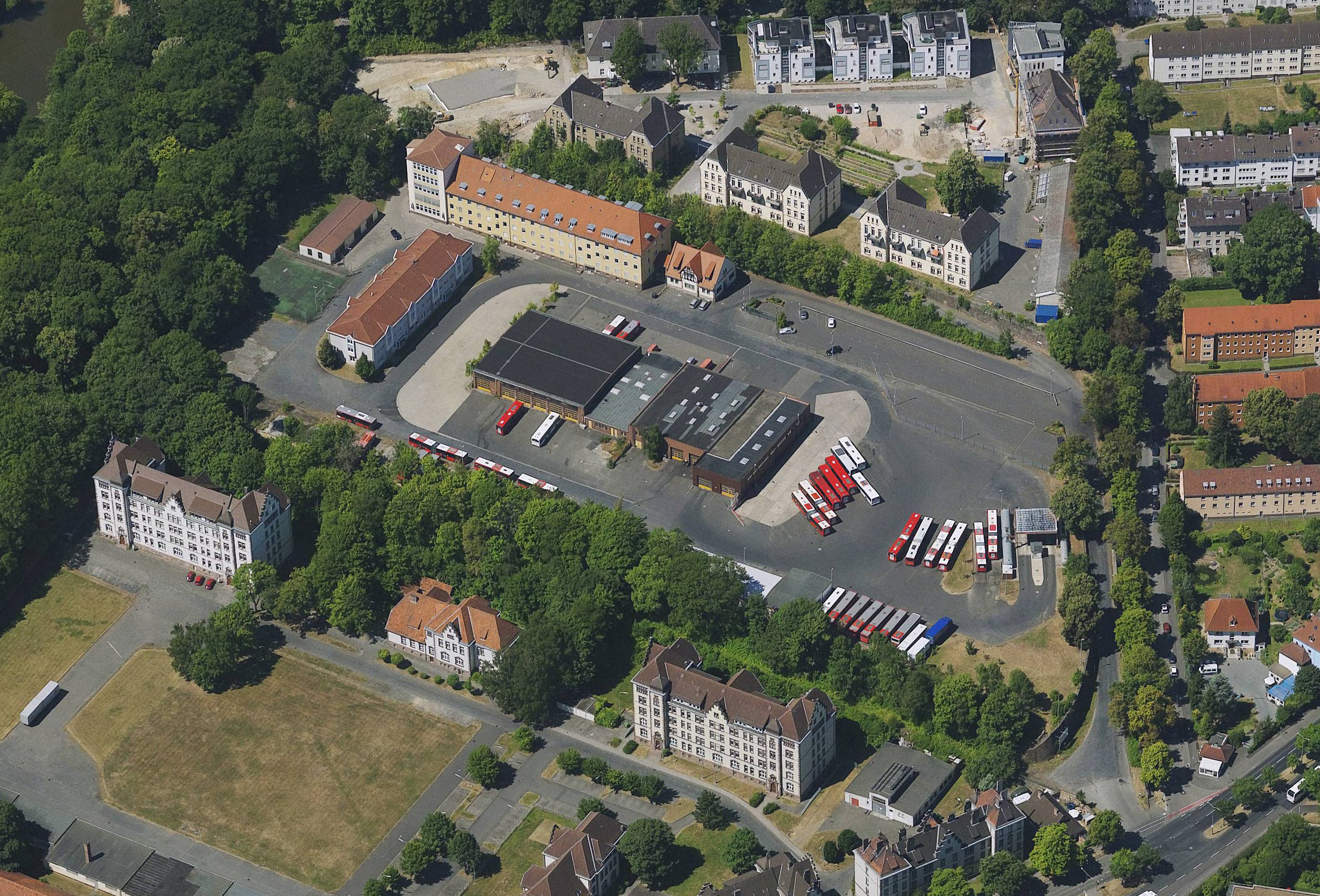
Vogelperspektive
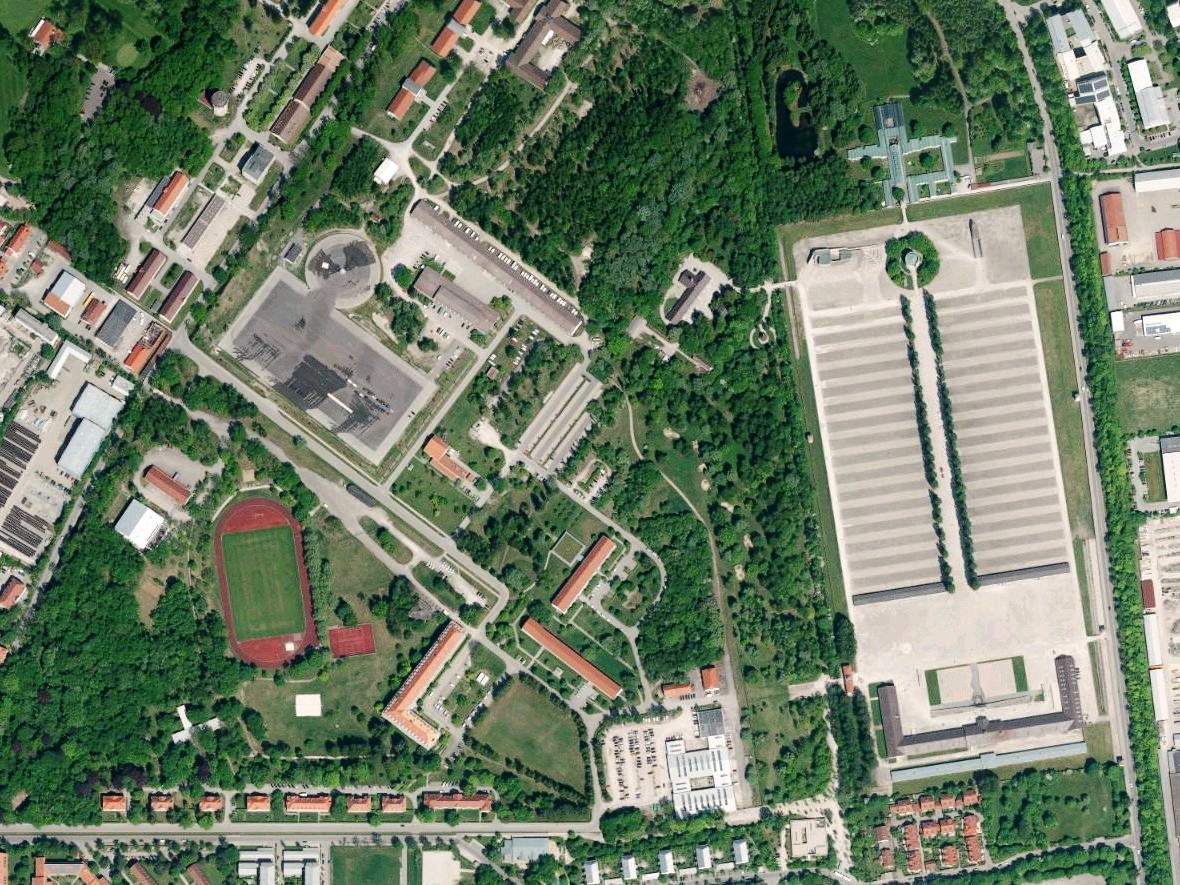
Luftbild
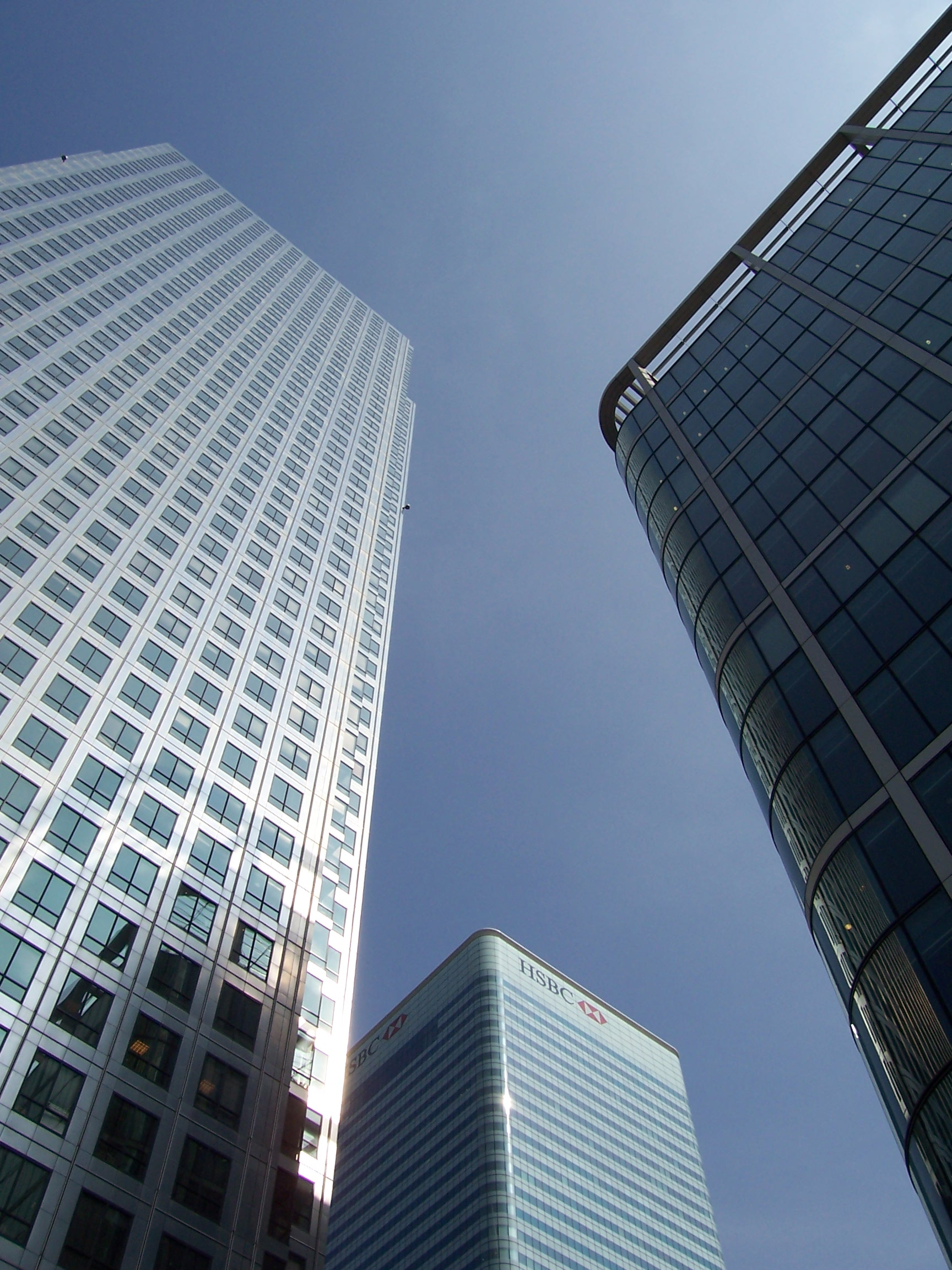
Froschperspektive
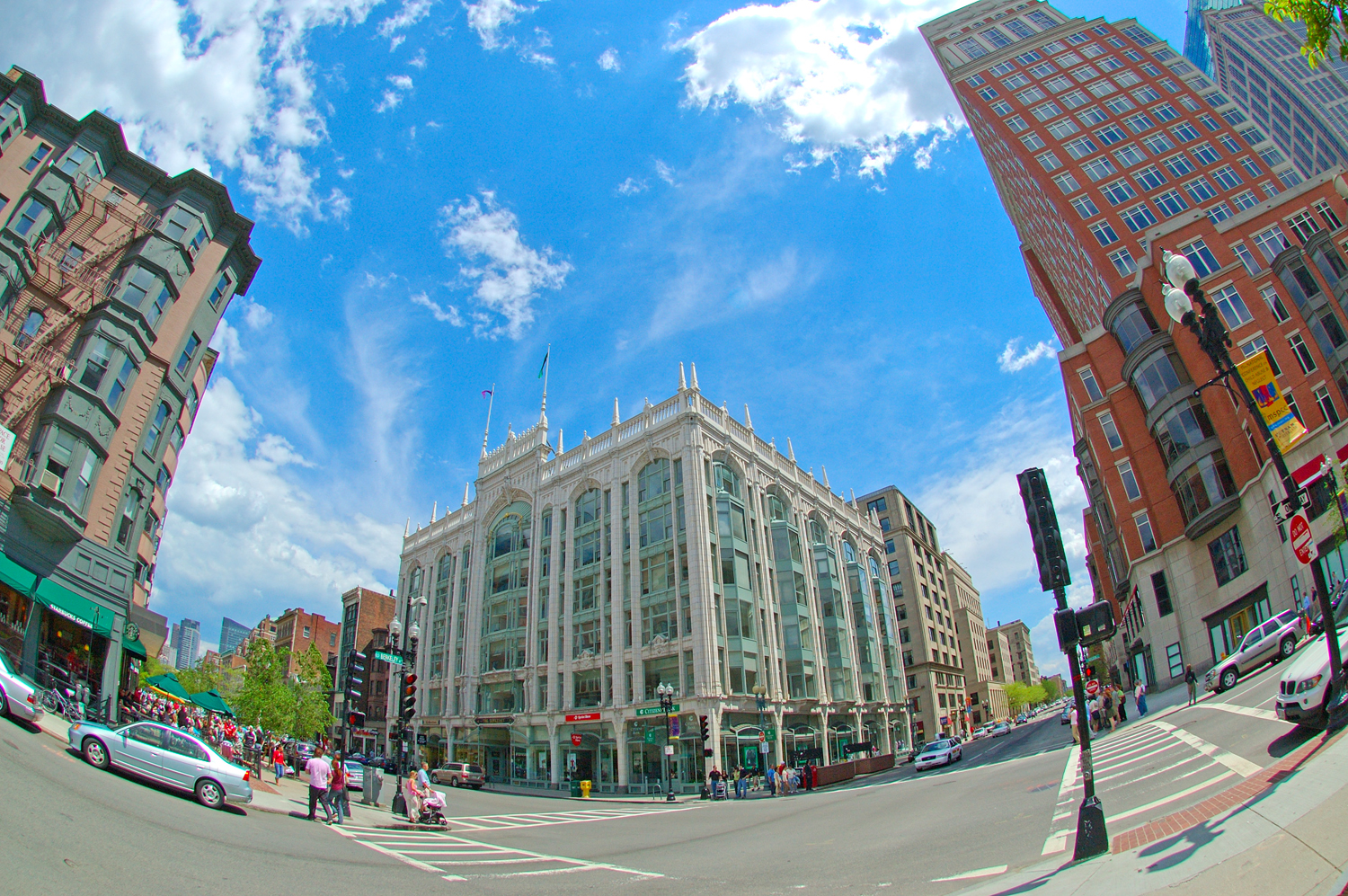
Fischaugen-Objektiv (Fish-Eye)
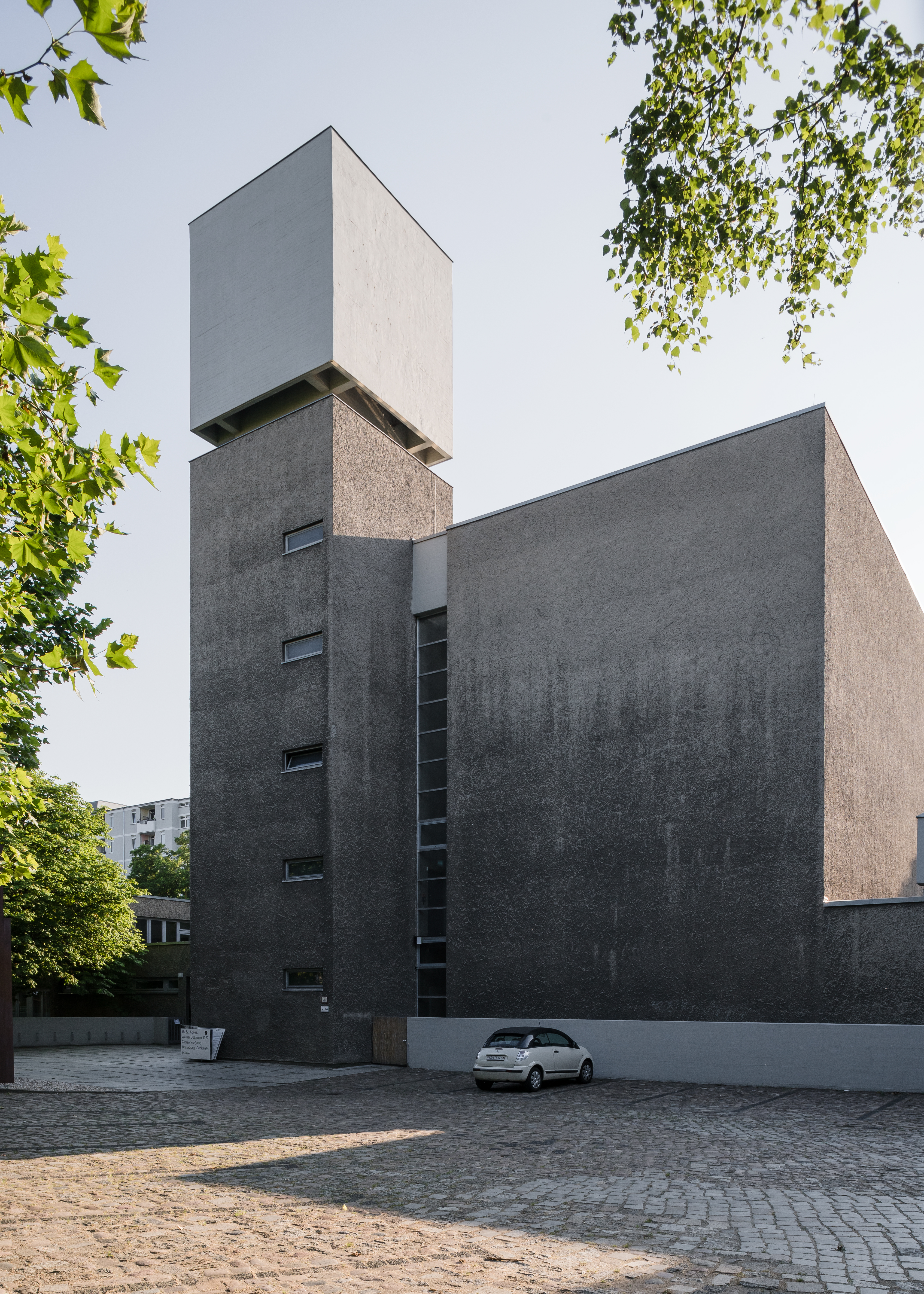
Zweipunktperspektive

#### Der Abstand zum Objekt
Ein sehr großer Abstand zum Objekt verschafft eine große Übersicht; ein sehr kleiner Abstand zum Objekt führt zu Verzerrungen durch die seitliche Abweichung. Diese Verzerrungen, je weiter man sich nähert, errechnen sich wie folgt:
- Bei 15° seitlicher Abweichung (Bildwinkel 30°) wird der Rand um 100 % verzerrt,
- Bei 30° seitlicher Abweichung (Bildwinkel 60°) wird der Rand um 33,3 % verzerrt,
- Bei 45° seitlicher Abweichung (Bildwinkel 90°) wird der Rand um 7,2 % verzerrt.[13]

Generell ergibt sich aus der Größe des Objekts ein konkret zu bevorzugender Abstand und dieser errechnet sich als Daumenwerte wie folgt:
- optimaler Haus-Anschau-Abstand (in m) = 1,5 × Breite des Objektes (m) (wenn das Gebäude breiter als hoch ist),
- optimaler Haus-Anschau-Abstand (in m) = 1,5 × Höhe des Objektes (m) (wenn das Gebäude höher als breit ist).[13]

In der Amateurfotografie werden diese Herausforderungen mit (Super-)Weitwinkel-Objektiven ausgeglichen, was allerdings durch die Verzerrungen immer zu Lasten der Realitätstreue geht. Professionelle Fotografen, die ihre Arbeiten verkaufen wollen, müssen mit einer Vielzahl von Strategie und Ausrüstung diesen Themen stellen, um ein Höchstmaß an Realitäts- und Proportionstreue zu erzielen.

#### Perspektive und Technik

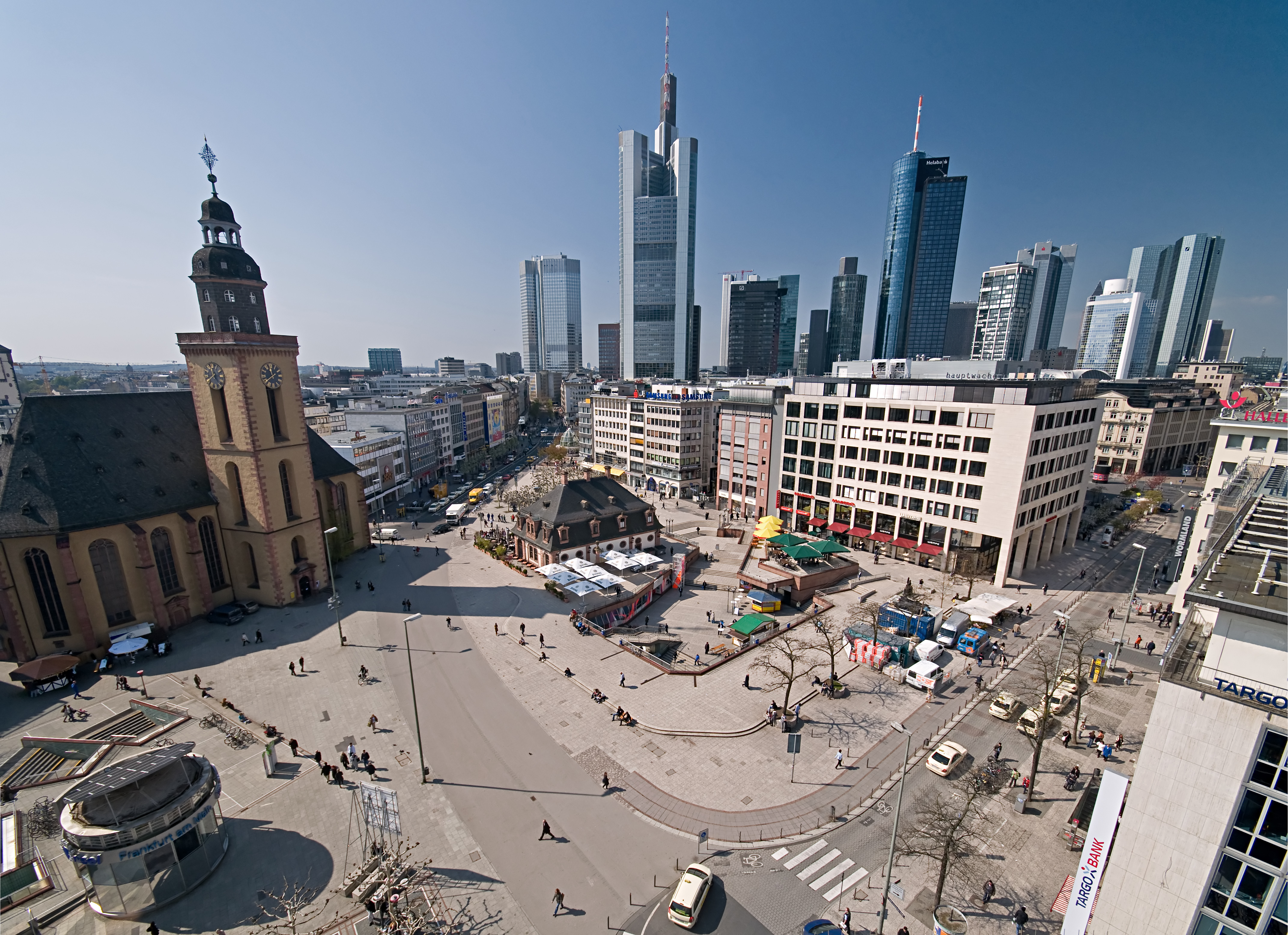
Stürzende Linien aus erhöhter Perspektive mit einem Weitwinkelobjektiv

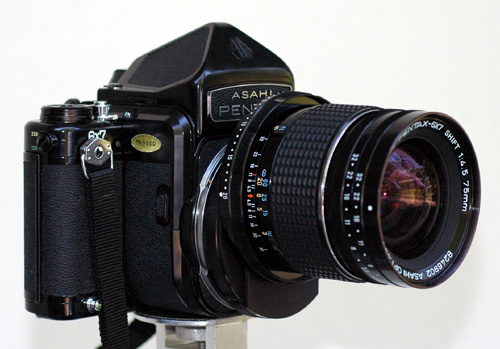
Mittelformatkamera mit Shiftobjektiv

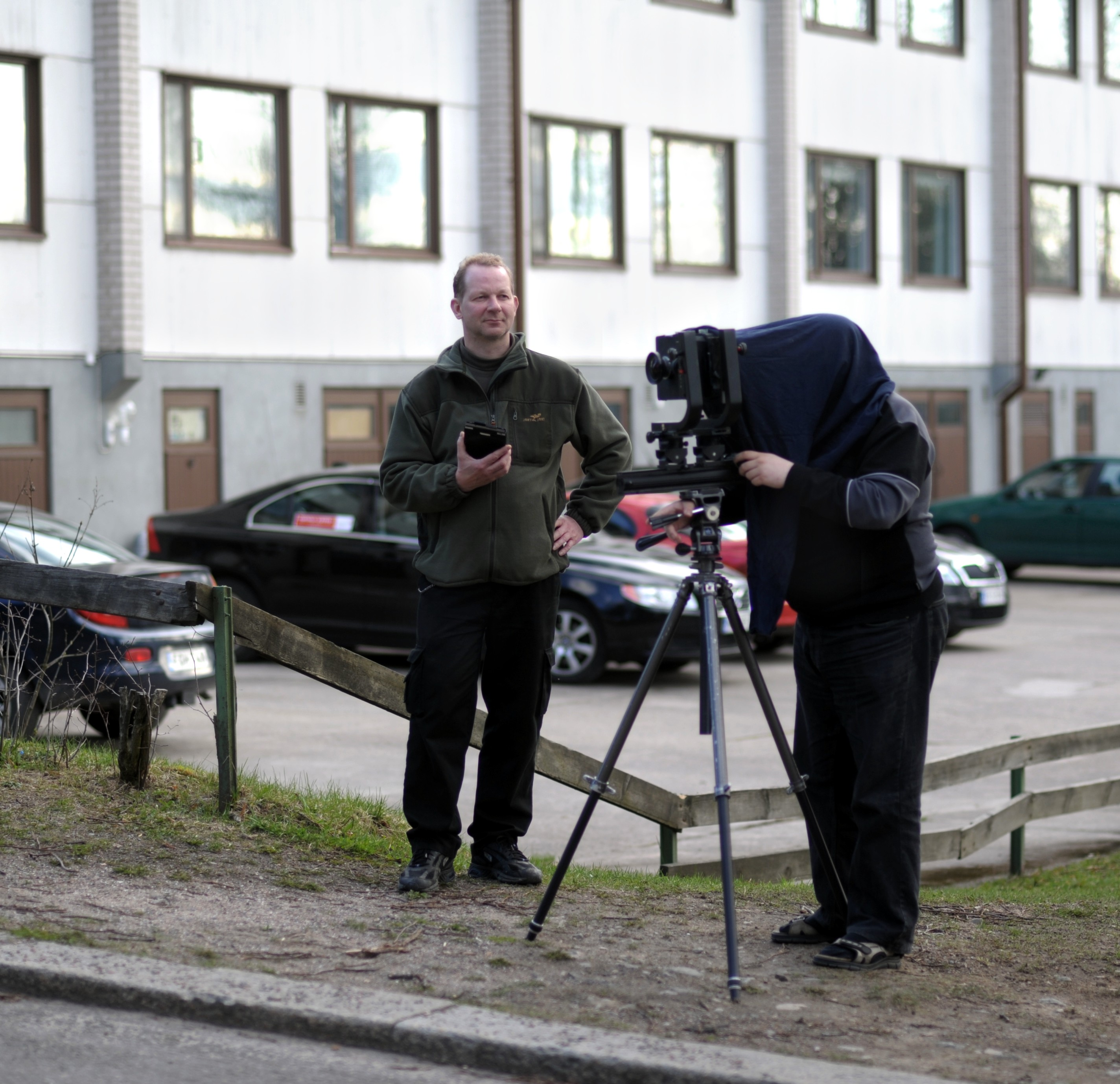
Großformatkamera Linhof Kardan-GTL

Die Umsetzung der Perspektive in die fotografische Abbildung stößt auf einige Phänomene, die unerwünscht sind:
- Objektivfehler: Übliche Optiken weisen optische Fehler im Sinne kissen- und tonnenförmiger Verzeichnungen auf. Obwohl derartige Abbildungen durchaus reizvoll sein können (z. B. beim Fischaugenobjektiv), sind diese zumeist als billiger Effekt unerwünscht oder bei der photogrammetrischen Arbeit (zur Vermessung von Bauwerken) störend. Verzeichnungs„freie“ Objektive sind besonders im Weitwinkelbereich bei Spiegelreflexkameras schwer herzustellen, da diese, bedingt durch den Freiraum des Schwingspiegels, nicht symmetrisch aufgebaut, sondern retrofokussierend sind. Diese optischen Fehler können entweder beim analogen Vergrößerungsprozess durch eine exakte Berechnung der Optiken oder durch Mittel der elektronischen Bildbearbeitung korrigiert werden.
- Stürzende Linien: Stürzende Linien sind ein normaler perspektivischer Effekt, der umso stärker ausfällt, je näher man sich zum Objekt befindet. Eine vertikale oder horizontale Gebäudekante soll parallel zur Bildfeldbegrenzung abgebildet werden. Wenn die Film-Ebene nicht parallel zu den vertikalen und/oder horizontalen Linien des Gebäudes liegt, werden diese „stürzen“ und/oder „flüchten“. Bei vertikalen Linien entsteht dadurch der Eindruck, dass das Bauwerk optisch „nach hinten kippt“ und so ein nicht realer Eindruck der Proportionen entsteht. Übliche Kleinbild- und Mittelformat-Kameras mit fixen Objektiven müssen zur Vermeidung dieser Effekte exakt horizontal gehalten werden. Dies schränkt die Gestaltungsmöglichkeiten ein. Abhilfe schaffen Hochstative und vor allem eine erhöhe Kameraposition, Faltenbalgkameras mit denen die Scheimpflugsche Regel zur Anwendung kommt, Shift-Objektive, die Verstellmöglichkeiten der Großformatkamera bzw. Fachkamera oder die Entzerrung mit der elektronischen Bildbearbeitung.
- Detaillierungsgrad: In vielen Fällen ist eine scharfe Abbildung des gesamten Objektes oder von Flächen, die nicht parallel zur Filmebene liegen, erforderlich. Wege dazu sind ausreichendes Abblenden und die Verstellmöglichkeiten von Tilt-Objektiven oder der Einsatz einer Großformat-, Mittelformat- oder Vollformat-SLR-Kamera mit Stativ.

### Der Faktor Licht
Für gute Architekturfotos braucht man Zeit, um ein Bauwerk zu verschiedenen Tageszeiten, in unterschiedlichen Lichtsituationen zu studieren und eine optimale Situation zu finden. In Häuserschluchten treten oft extreme Hell-Dunkel-Kontraste auf, die die Dynamik mancher Kameras überfordern. Dies erfordert dann einen Kontrastausgleich. Häufig anzutreffende Mischlichtsituationen erfordern einen Weißabgleich. Im RAW-Modus fotografiert können in der Nachbearbeitung Tiefen und Lichter optimiert werden. Moderne Architektur nutzt Licht als Gestaltungsmittel raffiniert und effektvoll. Dies geschieht durch Glasfassaden, die Sonne und Himmel in allen Schattierungen reflektieren. Zudem sind viele Gebäude künstlich beleuchtet. Es ergeben sich drei höchst unterschiedliche Ansätze: Tageslichtaufnahme (morgens oder nachmittags), blauen Stunde und Nachtaufnahme.

### Fototechnik

#### Wahl der Kamera
Aufgrund des erforderlichen Abbildungsgrades kommen in der professionellen Fotografie Großformat-, Mittelformat- oder Vollformat-SLR-Kameras mit Stativ zum Einsatz.

#### Wahl des Objektivs

##### Brennweite
Die Wahl des Objektiv mit der passenden Brennweite ist in der Architekturfotografie also sehr wichtig. Generell steht die Wahl zwischen Zoom- und Festbrennweiten-Objektiven an. Der Amateur greift leichten Herzens zum Zoomobjektiv, weil es ihm gestattet, genau den Bildausschnitt zu wählen, den eine bestimmte Kameraposition ergibt. Kriterium ist dabei die Flexibilität. Der Profi wird wegen der Lichtstärke und geringeren Objektivfehlern (z. B. bezüglich Verzeichnung oder Vignettierung) immer auf qualitativ hochwertigere Festbrennweiten setzen. Vielleicht auch auf die relativ teuren Shift-Objektive, als Kompromiss, sofern andere Kamerapositionen nicht eingenommen werden können. Der Amateur wird Weitwinkelobjektive bevorzugen, weil sie bei geringen Objektabständen das ganze Objekt ablichten können. Der Profi entscheidet sich für einen natürlichen Eindruck: Als natürlich wird ein normales 50-mm-Objektiv in der Architekturfotografie wahrgenommen, weil es genau unserer Sehgewohnheit entspricht. Generell sind alle moderaten Brennweiten zu bevorzugen: Leichtes Teleobjektiv, leichtes Weitwinkelobjektiv oder Normalobjektiv. Bei Innenaufnahmen gelten andere Bedingungen, da die Objektabstände stärkere Weitwinkelobjektive notwendig machen.

##### Lichtstärke
Die Wahl eines lichtstarken Objektivs mit 1:1,2, 1:1,4 oder 1:1,8 Lichtstärke ist empfehlenswert, denn sie geben mehr Spielraum. Für Aufnahmen am Abend, in der Nacht oder in Innenräumen gilt dies umso mehr. Hohe ISO-Einstellungen mit Werten über 800/1600 gilt es zu meiden, um Struktur und Textur sichtbar zu halten.

### Strategien zur Umsetzung
Generell sind die Objekte der Architekturfotografie statisch, unbewegt, man kann sagen „eingefroren“. Zur Vorbereitung der Aufnahme kann und sollte man sich viel Zeit lassen. Daher sind längere Belichtungszeiten und hohe Blendenzahlen für eine möglichst scharfe und detailreiche Abbildung möglich. Für die Architekturfotografie ist Detailtreue enorm wichtig. Aus diesem Grund gilt: Je größer das Abbildungsformat, desto besser. Großformatkameras sind besser als Mittelformatkameras, gefolgt von Vollformat-SLR und FX-SLR.
Um dies noch zu steigern ist die Verwendung eines Stativs immer empfehlenswert. Aufgrund der Dimension eines Gebäudes und des oft geringen Abstandes (Super-)Weitwinkelobjektive oft die richtige Wahl. Sofern Details Objekte sind, können Teleobjektive zum Einsatz kommen, um Strukturelemente herauszuarbeiten.
Das Architekturfoto ist immer mehr als nur ein Bild von einem Bauwerk. Einerseits folgt das gestaltete Architekturfoto den vom Architekten vorgegebenen Linien und Bögen, andererseits ist es immer nur dann ein gutes Foto, wenn es das Gebäude in einem neuen Kontext zeigt. Oft geht es darum Raumbeziehungen zu visualisieren.
Im Folgenden ein paar Aspekte zur Überlegung im Vorfeld einer Architekturaufnahme:
- Erkundung: Die Perspektive ist einer der wichtigsten Faktoren für die Wirkung. Daher sollte man vor der Aufnahme verschiedene Kamerapositionen ausprobieren und dabei das Objekt genau studieren. Dabei ergibt sich eine angestrebte Komposition und Perspektive.
- Verfügbares Licht: Das verfügbare Licht spielt auch eine wichtige Rolle in Bezug auf die Perspektive. Aufgrund der Wanderung der Sonne, sind bestimmte Perspektiven eher vormittags, mittags oder nachmittags sinnvoll.
- Stimmung: Licht wirkt sich natürlich auch entscheidend auf die Stimmung und Plastizität des Bildes aus. Hartes Licht ist oft mittags anzutreffen und sorgt für starke Licht-Schatten-Kontraste, die störend wirken können. Nachmittags und morgens sind diese Effekte gemindert. Aufnahmen zur Blauen Stunde können einen besonderen Reiz entwickeln. Der Himmel, als Kontrast, hat entscheidende Auswirkungen auf den Gesamteindruck. Lichtreflexe sind auch wichtig.
- Raumwirkung: Weitwinkelobjektive verstärken das Gefühl der Räumlichkeit und sorgen für Dynamik, können aber auch die natürlichen Proportionen verzerren. Stürzende Linien können die Bilddynamik aber auch erhöhen – das Gebäude wirkt dadurch mächtiger.
- Proportionen: Perspektive, Brennweite und Abstand sind entscheidend für eine natürliche Darstellung, die die realen Proportionen wiedergibt.
- Reduktion: Eine Schwarz-Weiß-Aufnahme lenkt die Aufmerksamkeit auf Linien, Tonabstufungen und Struktur.
- Maßstab: Personen, Bäume oder Straßenelemente können den Maßstab verdeutlichen.
- Zielsetzung: Zu entscheiden ist, ob man einen künstlerischen Ansatz verfolgt oder ob man möglichst realistisch und proportionsgetreu arbeiten möchte.
- Verzerrungen: In bestimmten Grenzen können unerwünschte Verzerrungen der Aufnahme oder Fehler des Objektivs in der digitalen Bildbearbeitung (Post Processing) reduziert werden.
- Nachbearbeitung: Die digitalen Bildbearbeitung (Post Processing) bietet enorme Potenziale, um die Bildqualität zu steigern. Man kann darüber diskutieren, ob und inwieweit Bildbearbeitung die Authentizität von Fotos untergräbt. Bei Architekturaufnahmen sind Photoshop & Co. jedenfalls ein Segen. Früher benötigte man eine schwere Fachkamera und deren Verstellmöglichkeiten, um trotz einer nach oben geschwenkten Kamera Bilder ohne stürzende Linien zu produzieren. Heute kann man das nach der Aufnahme mit Programmen wie Photoshop mit wenigen Handgriffen erledigen. Auch die Möglichkeiten eines Shift-Objektivs lassen sich damit erweitern.[8]

## Galerie zur fotografischen Umsetzung

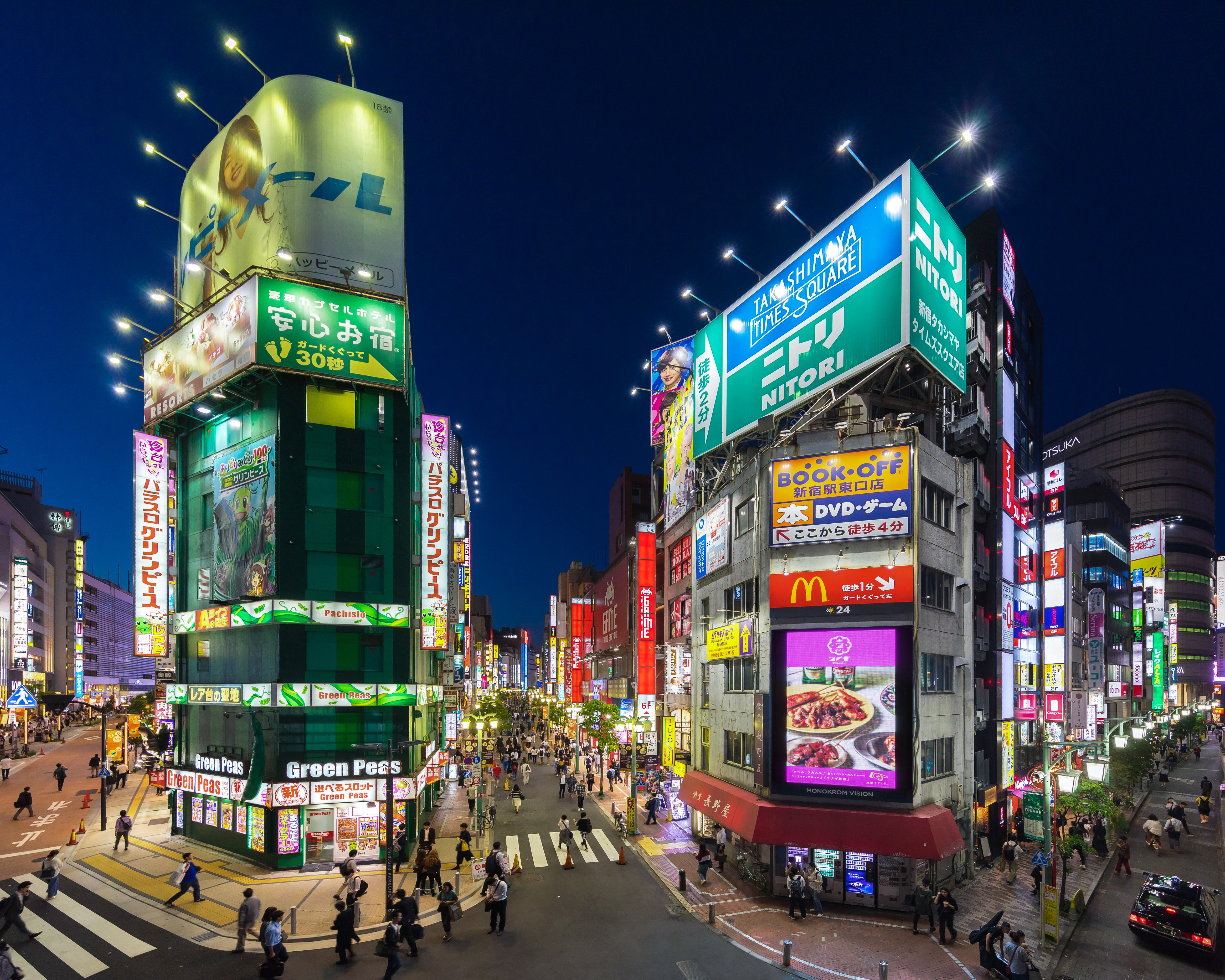
Architekturfotografie in der Nacht (Shinjuku, Tokyo)
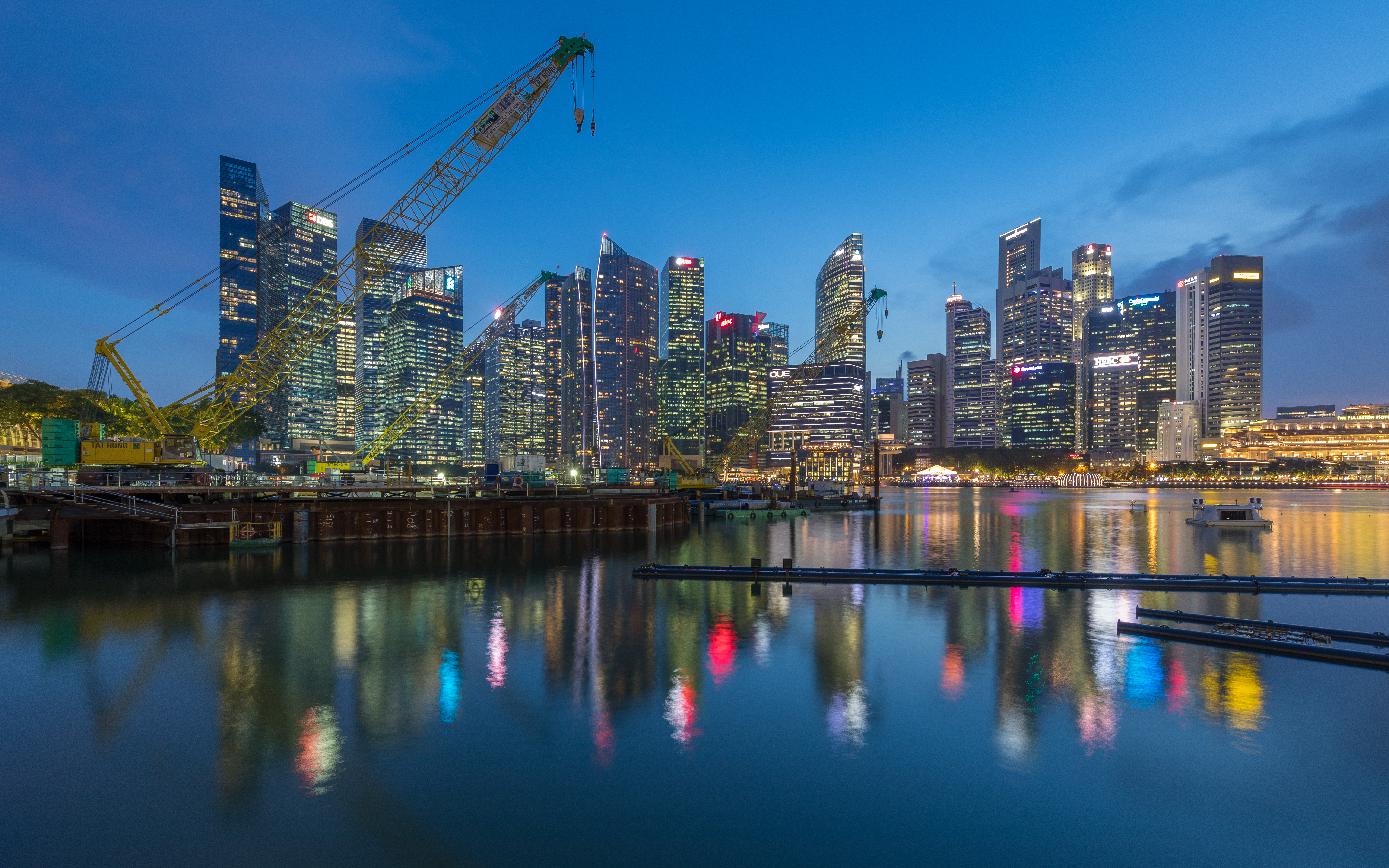
Beispiel einer Stadtansicht (Skyline) mit Reflexionen (Central Business District, Singapore)
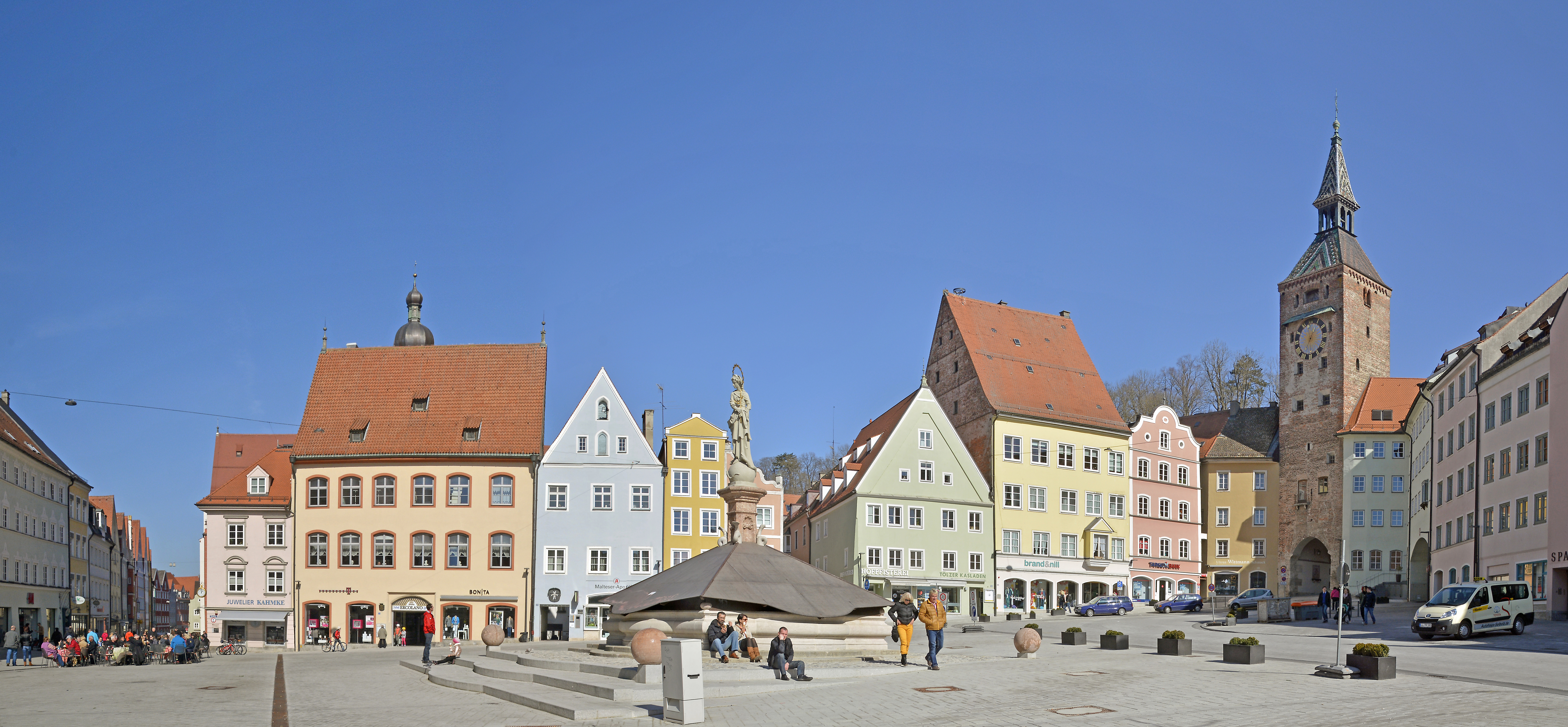
Stadtansichten beziehen sich auf Ensembles von Gebäuden (Marktplatz Landsberg a. Lech)
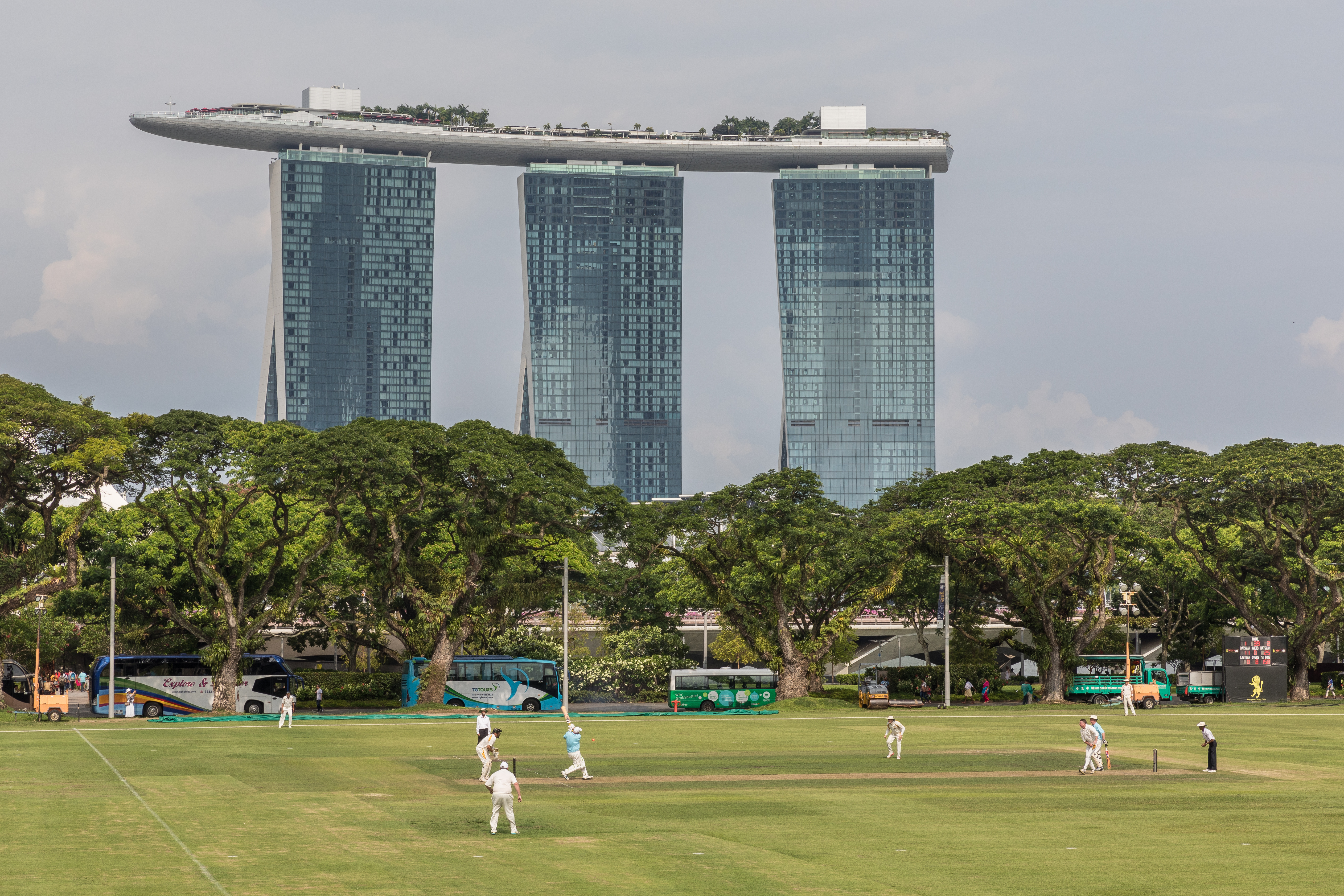
Bildvordergrund und Architektur im Hintergrund (Marina Bay Sands Hotel, Singapore)
Architektonische Elemente können mit einem Panorama in Beziehung gesetzt werden (Panoramaaufnahme an der Isar in München)
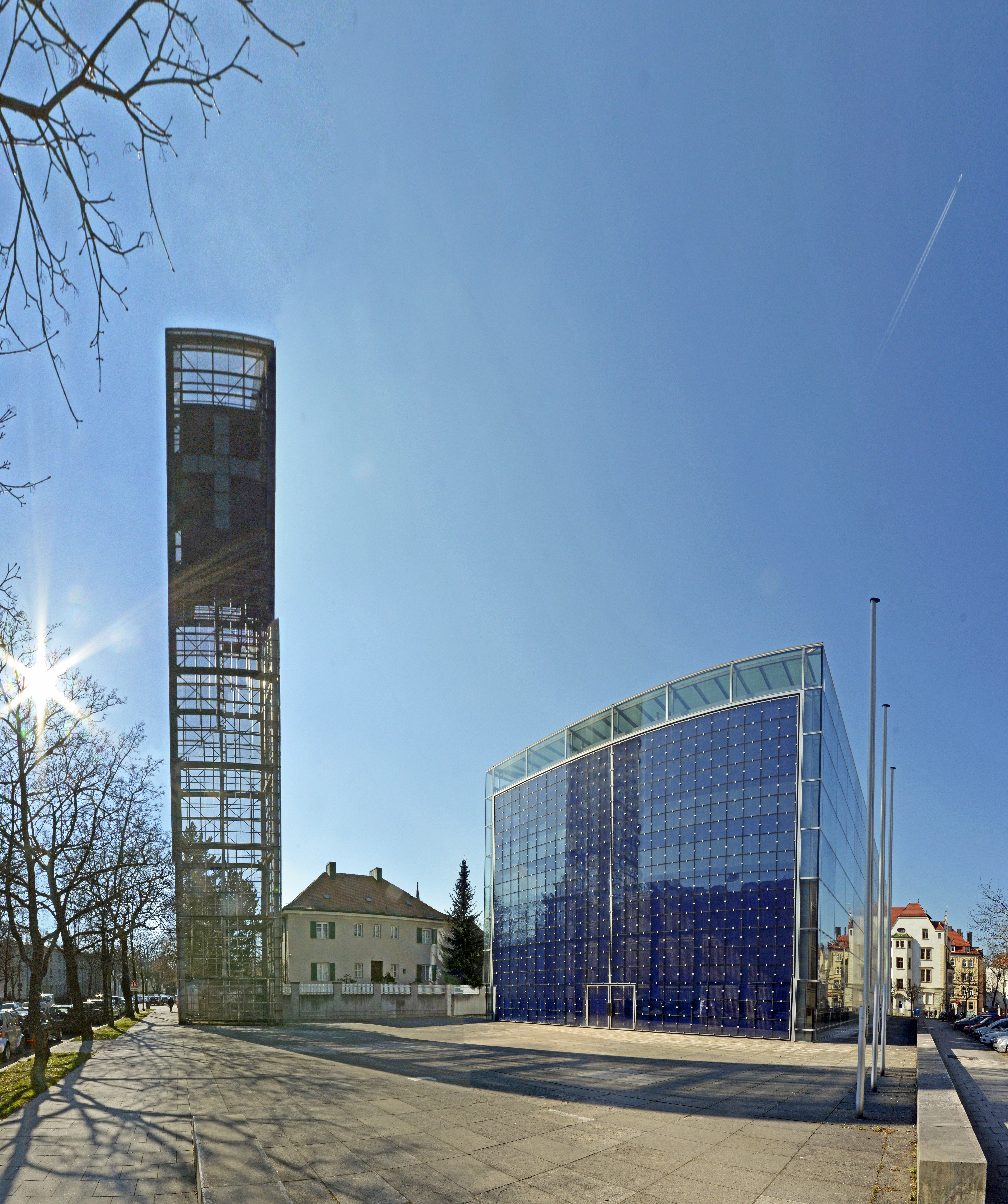
Große Objekte führen trotz Weitwinkelobjektiven meistens zu Stürzenden Linien (Herz-Jesu-Kirche mit Glockenturm in München)
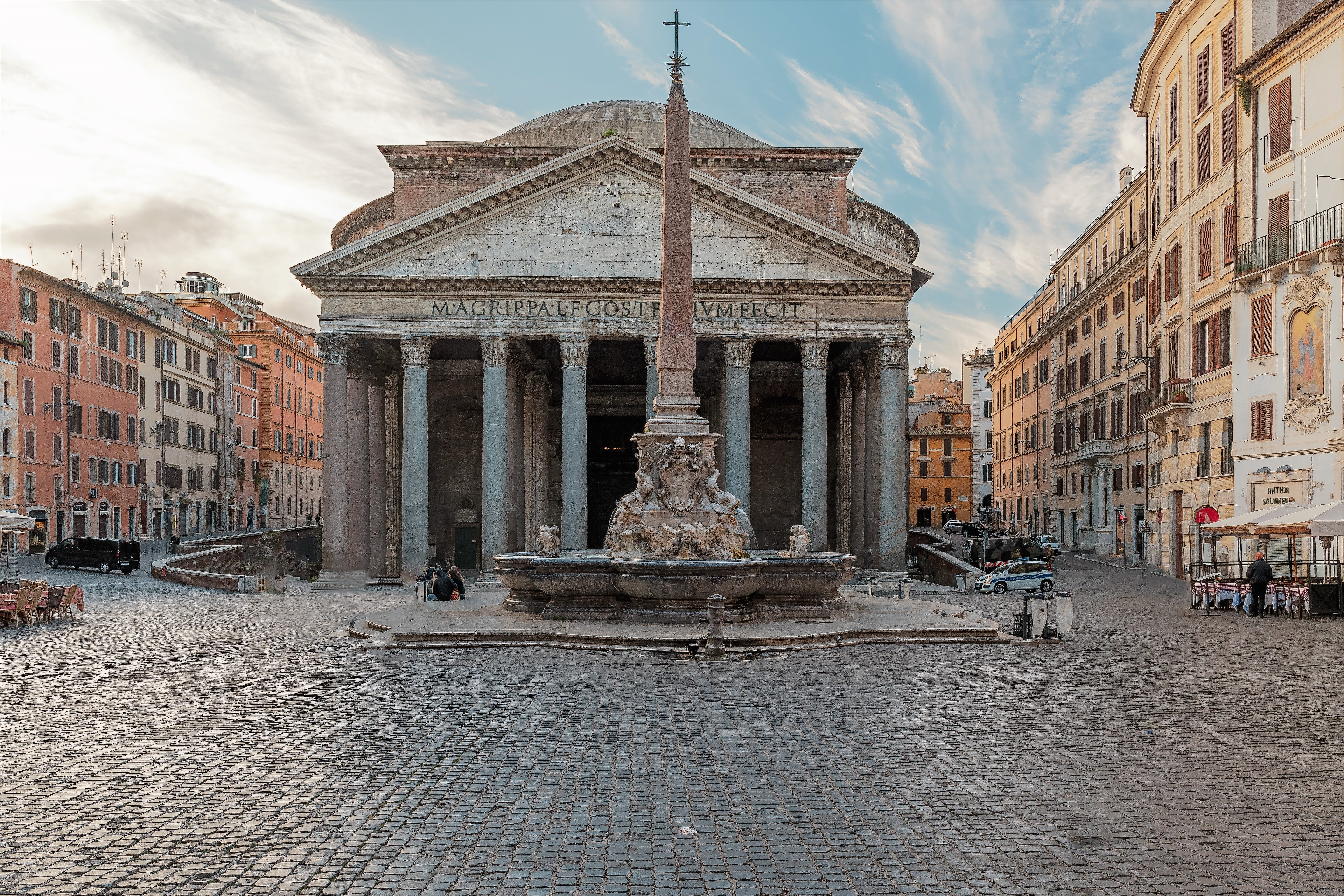
Das Pantheon in Rom, ein Meisterwerk römischer Architektur, ist mit seinen moderaten Proportionen ein dankbares Objekt (Pantheon in Rom)
Bei Wahl eines leicht erhöhten Standpunktes, zentraler Perspektive, Bildreihung zum Panorama und einer Bildbearbeitungskorrektur können annähernd realistische Proportionen erzielt werden (Herkulessaal der Residenz München)
Eine Komposition kann in Vordergrund und Hintergrund aufgeteilt werden, um den plastischen, räumlichen Eindruck zu verstärken (Burgtheater Wien – Gesamtansicht am Rathausplatz)
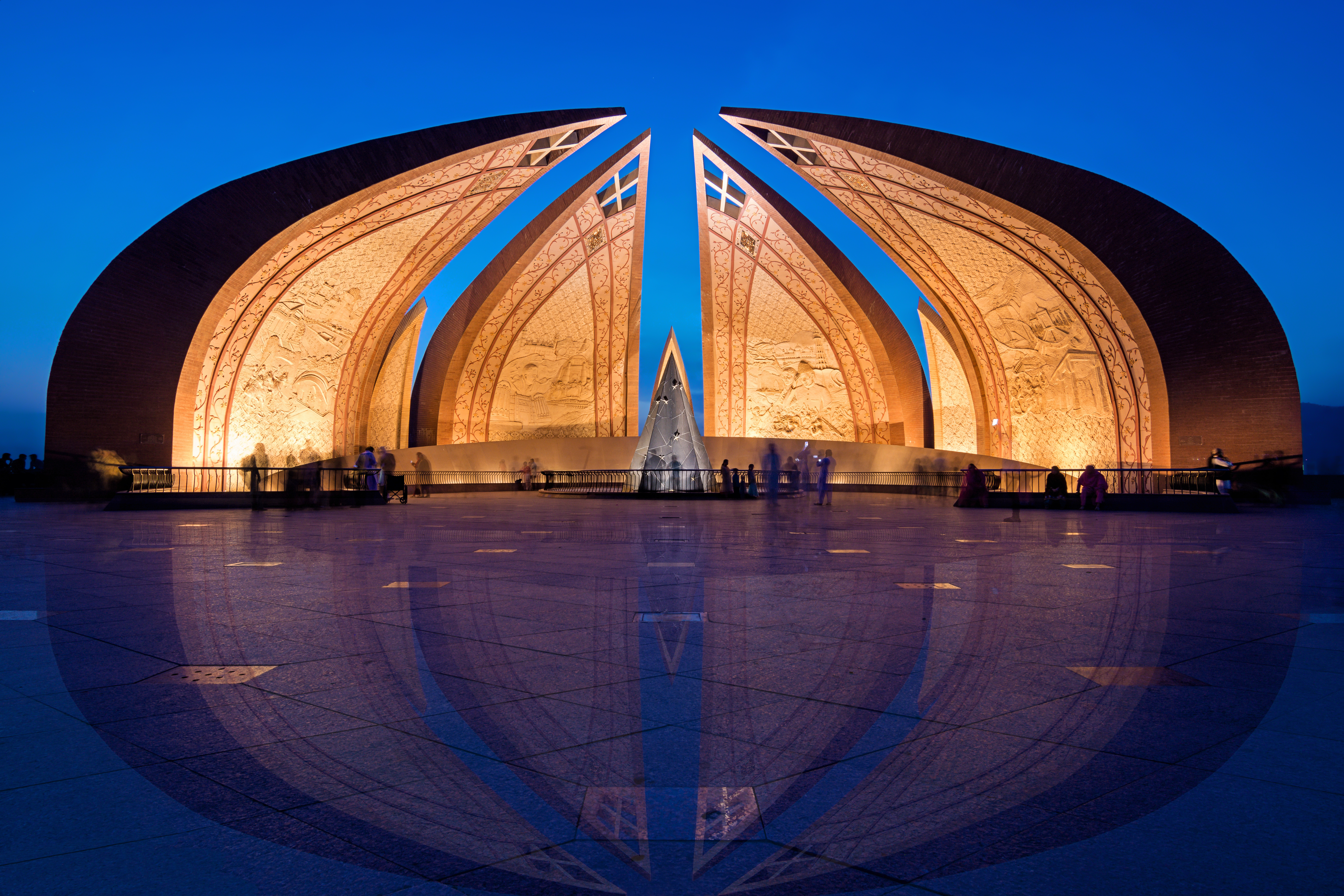
Blaue Stunde und Spiegelungen erzeugen Stimmung (Pakistan Monument)
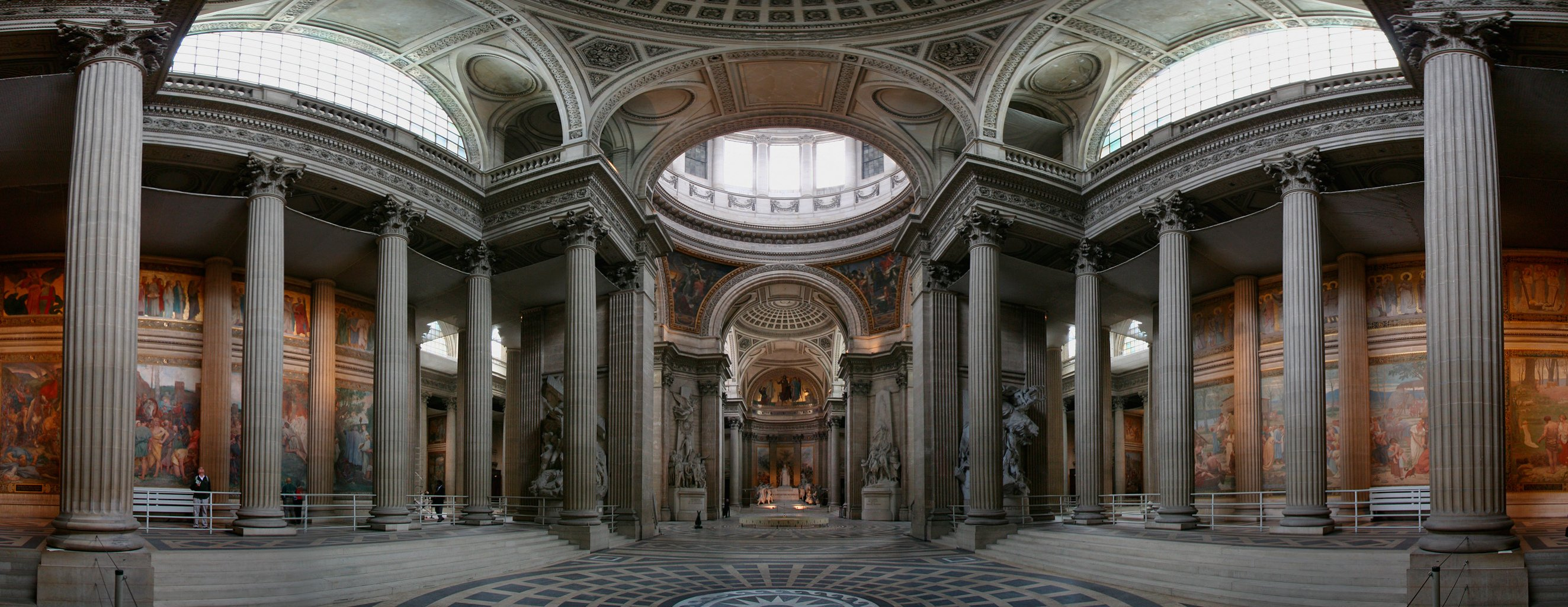
Durch Composing von mehreren Aufnahmen entstehen sehr räumliche Innenansichten (Pantheon in Paris – Innen-Panorama)
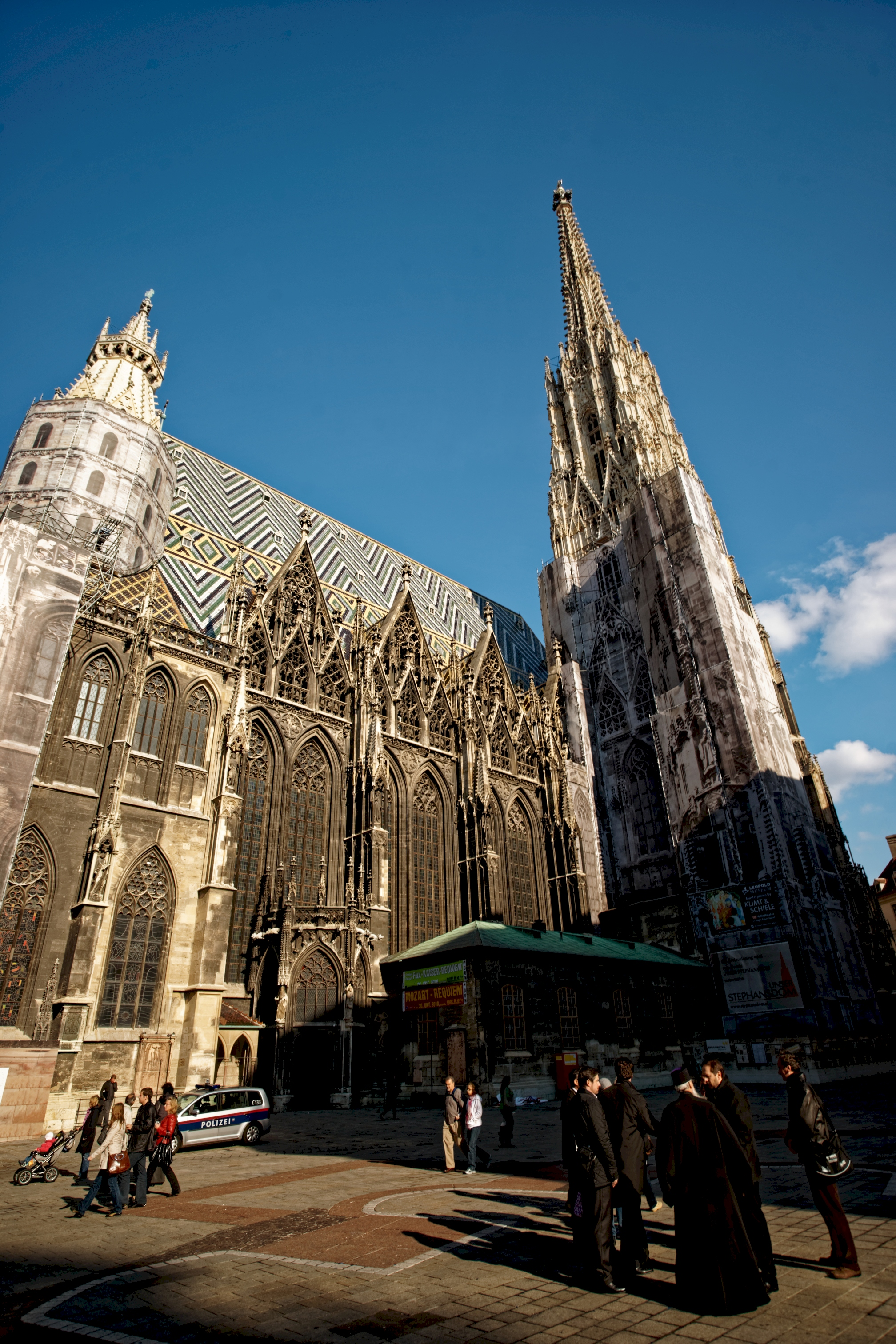
Aufgrund der engen Platzverhältnisse zählt eine Gesamtansicht des Stephansdom in Wien zu den besonderen Herausforderungen der Architekturfotografie – selbst extreme Weitwinkel geraten hier an Grenzen
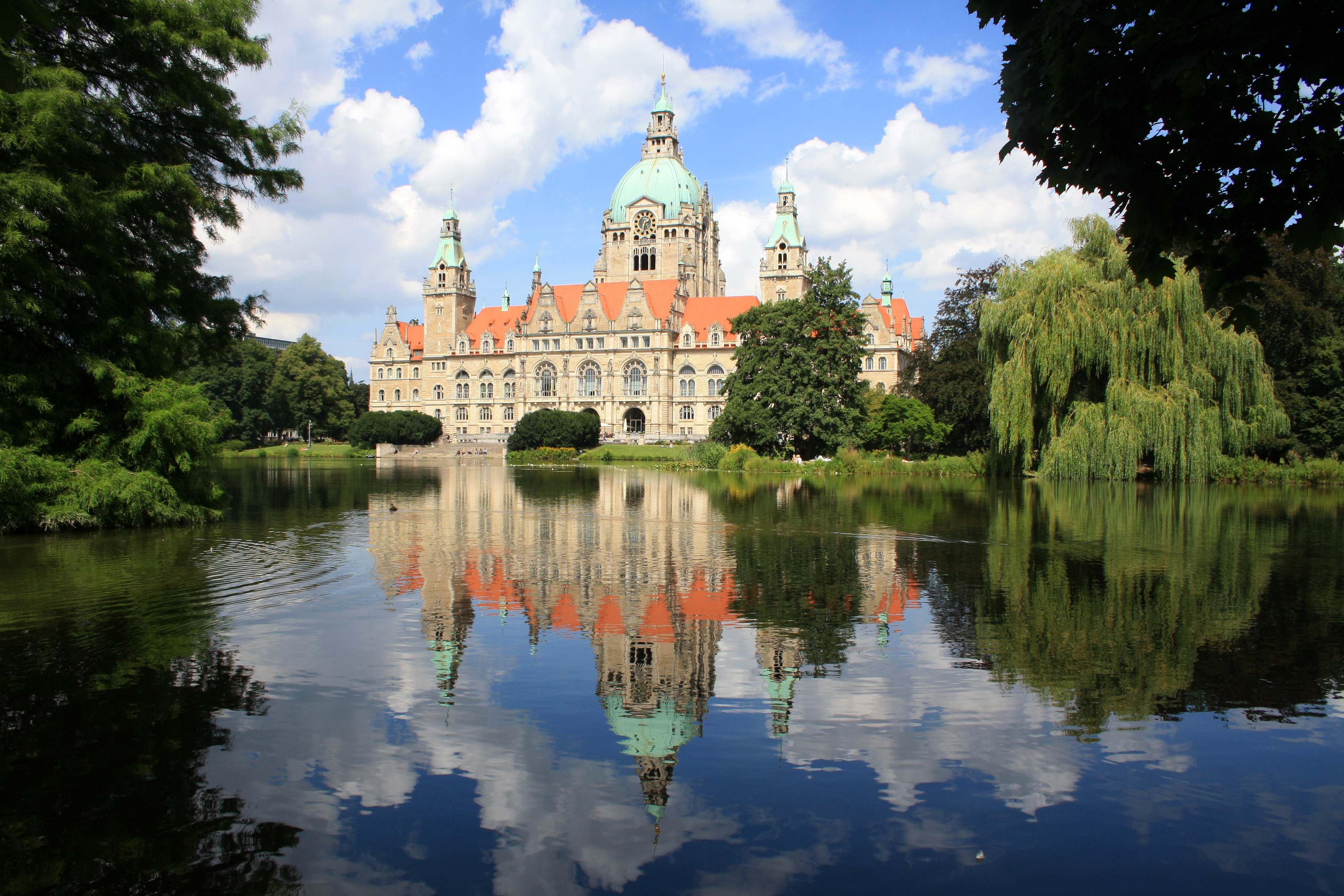
Spiegelungen ergänzen das Objekt (Neues Rathaus in Hannover)
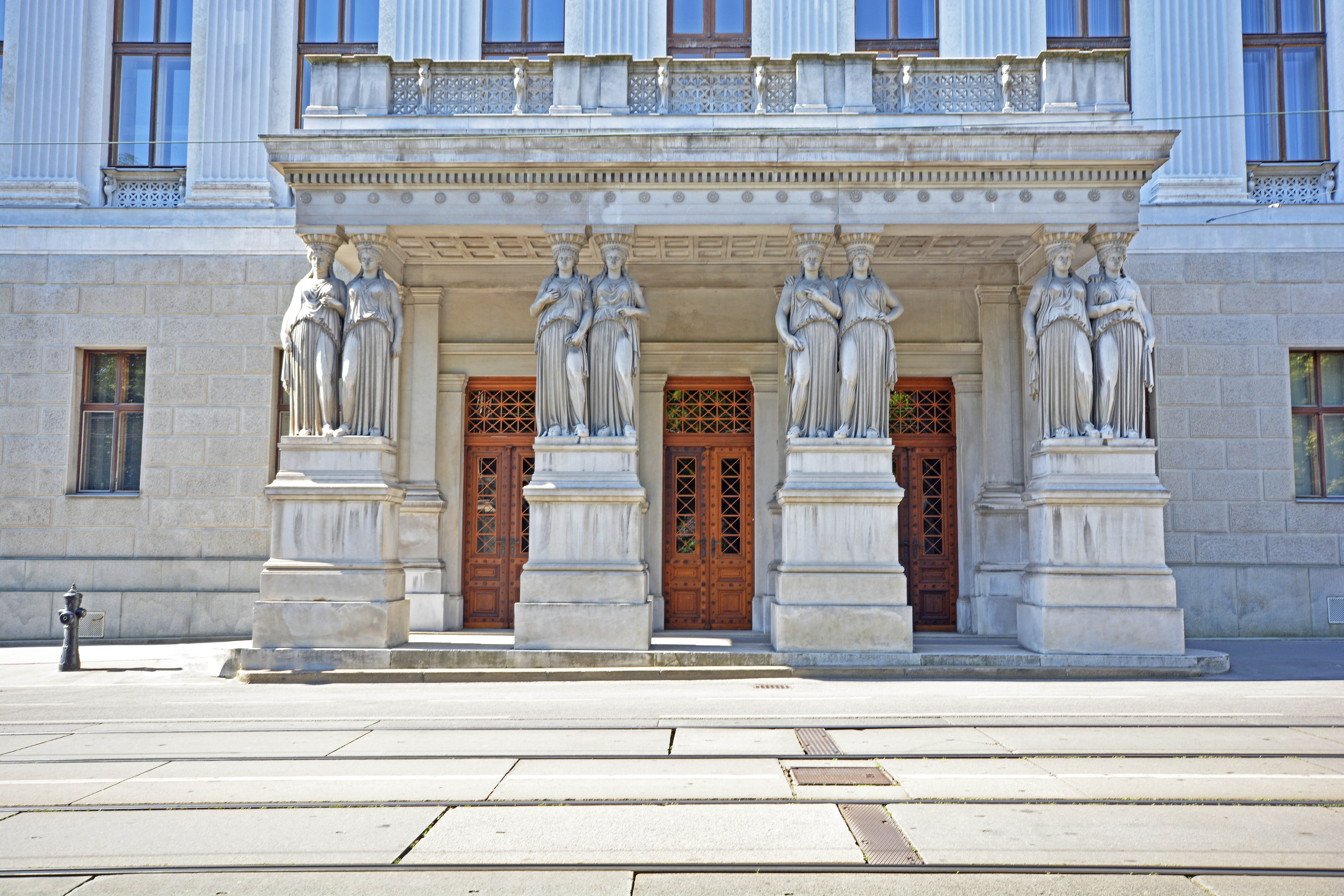
Details konzentrieren sich auf einen architektonischen Teilaspekt (Parlament Wien – Seitenflügel mit Karyatiden)
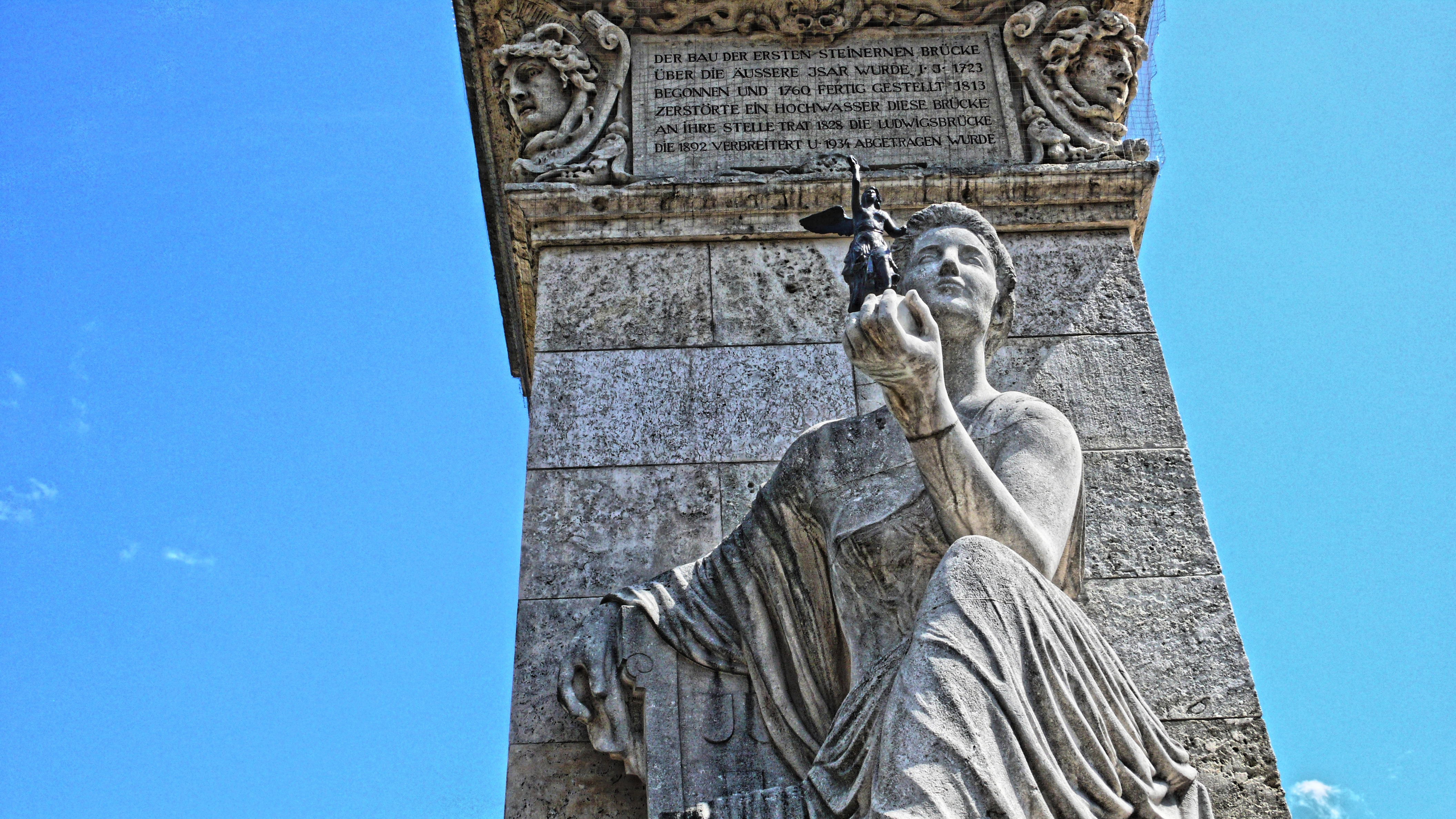
Details: Lange Belichtungszeiten sorgen für Detailreichtum (Ludwigsbrücke in München – linker Pylon)
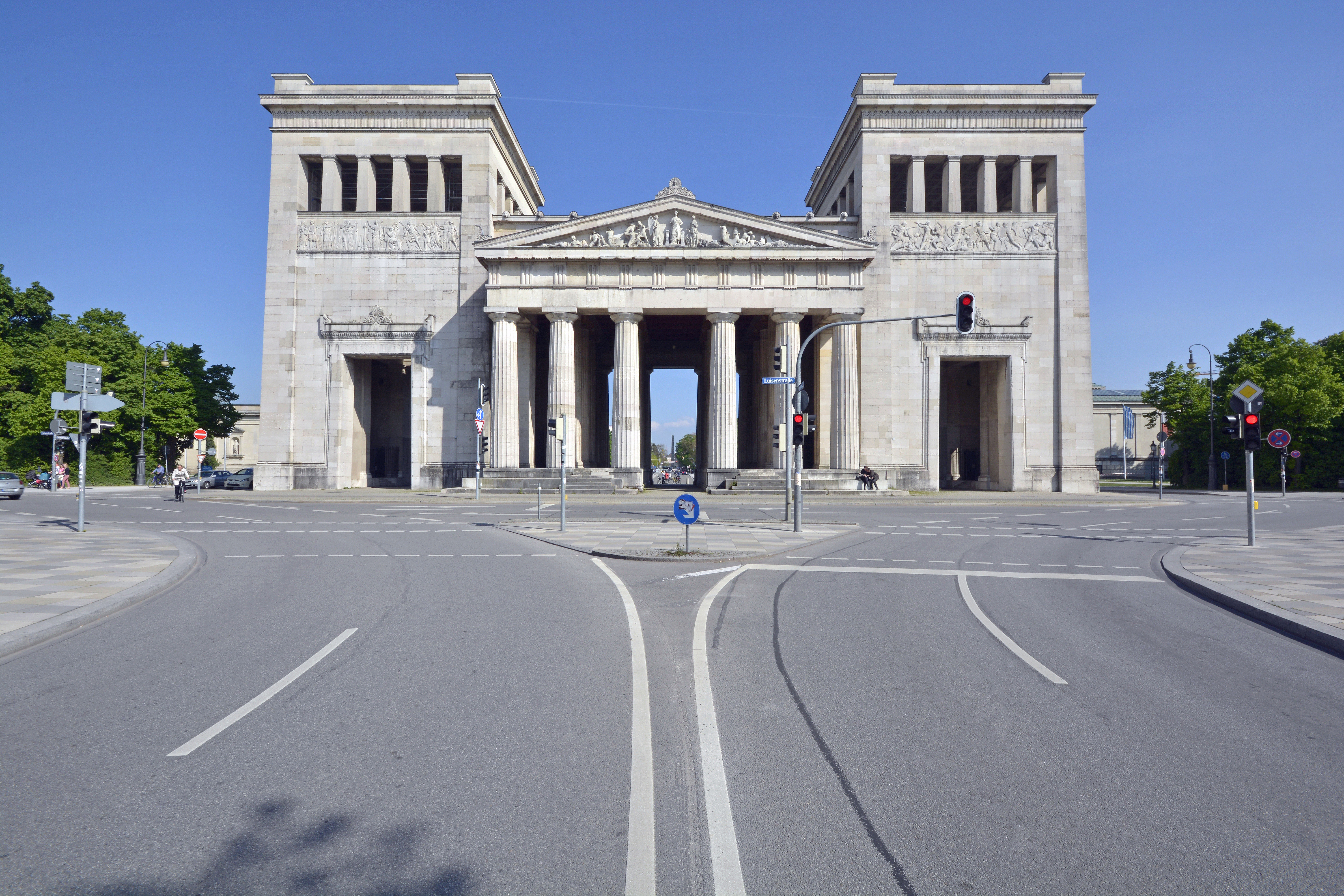
Symmetrie zählt zu den wichtigen Kompositionsansätzen (Propyläen (München) – Ansicht von Westen)
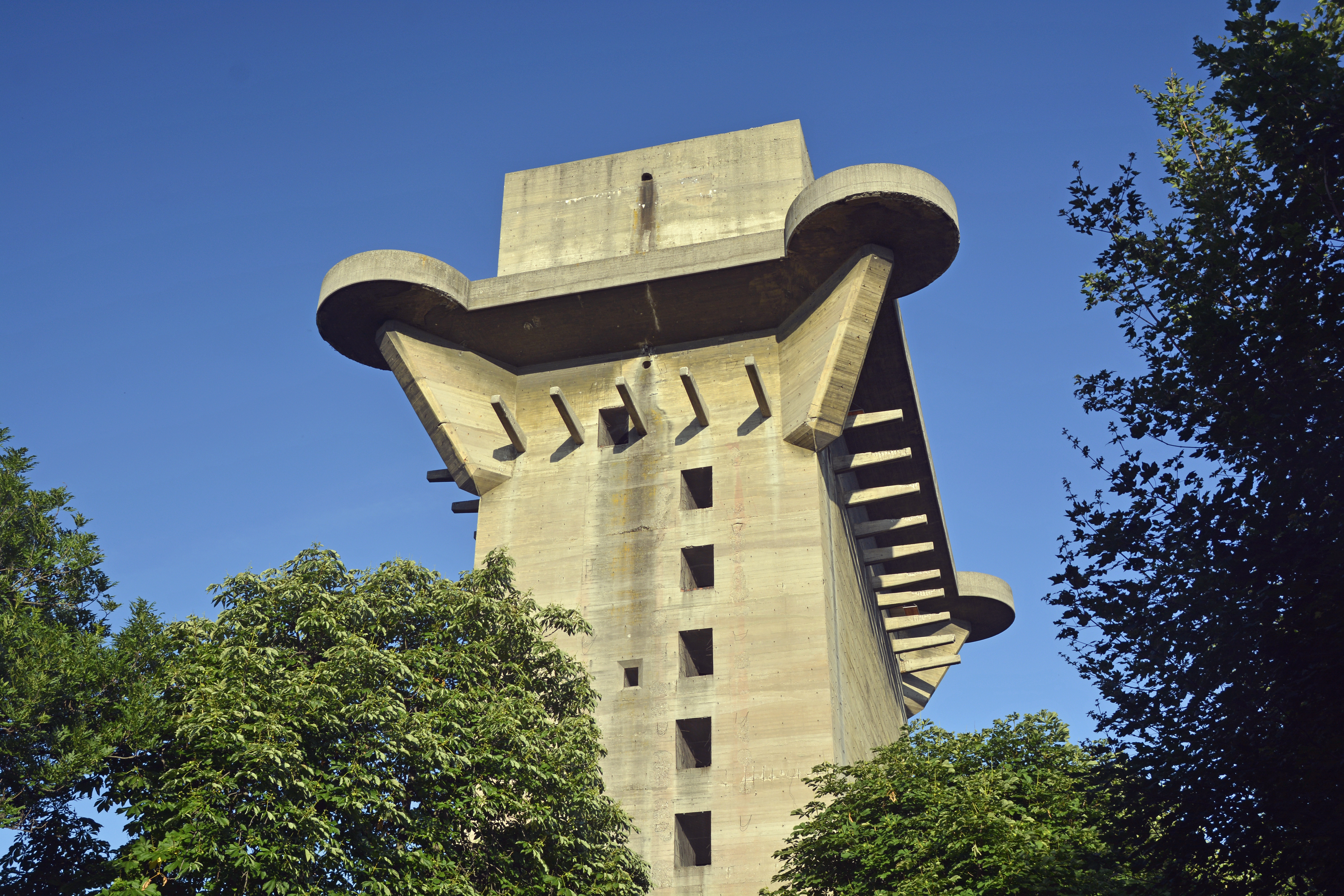
Eine starke Untersicht sorgt für Dramatik (Wiener Flaktürme)
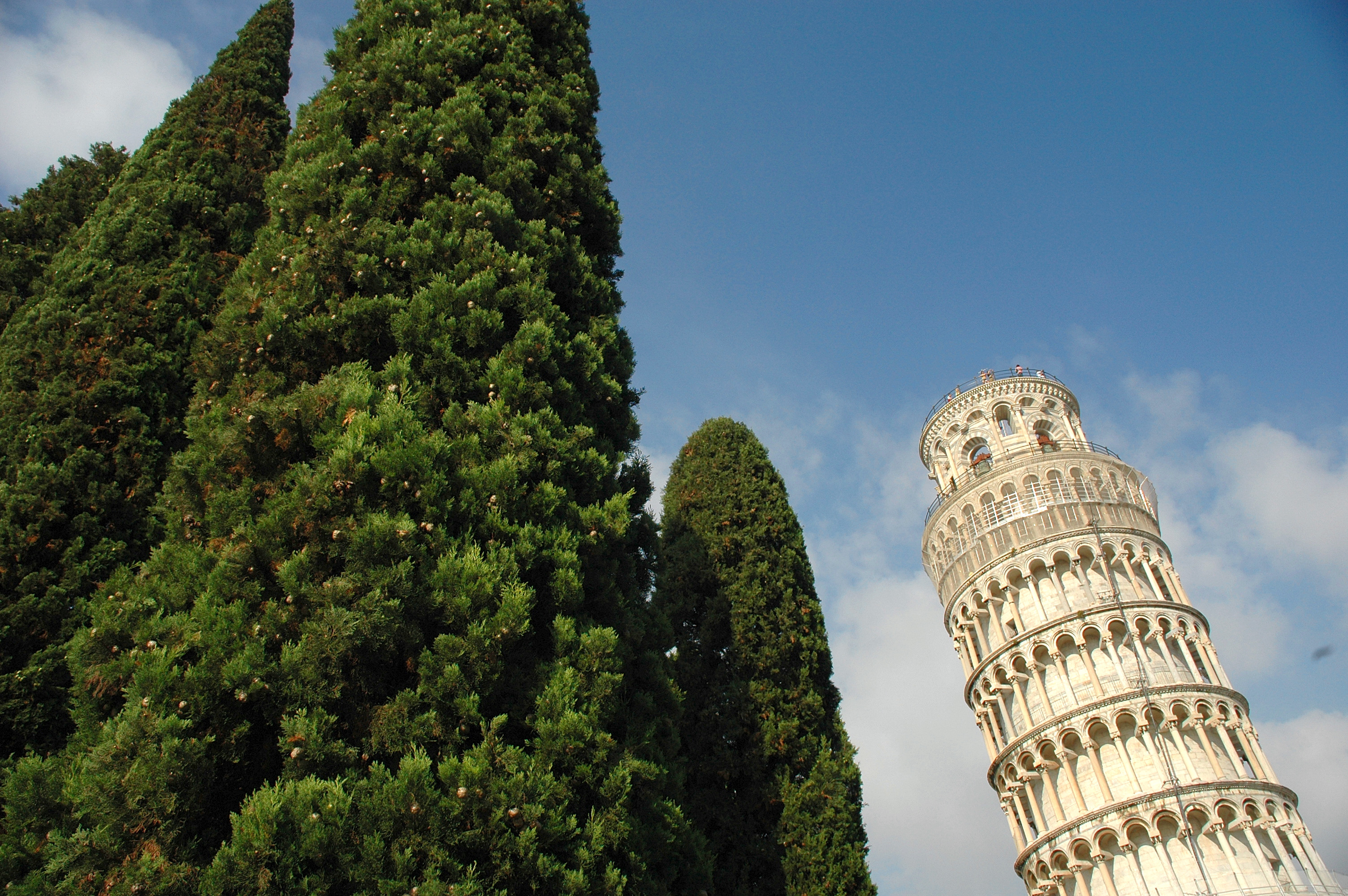
Ungewöhnliche Perspektiven können bekannte Architektur neu interpretieren (Torre di Pisa)
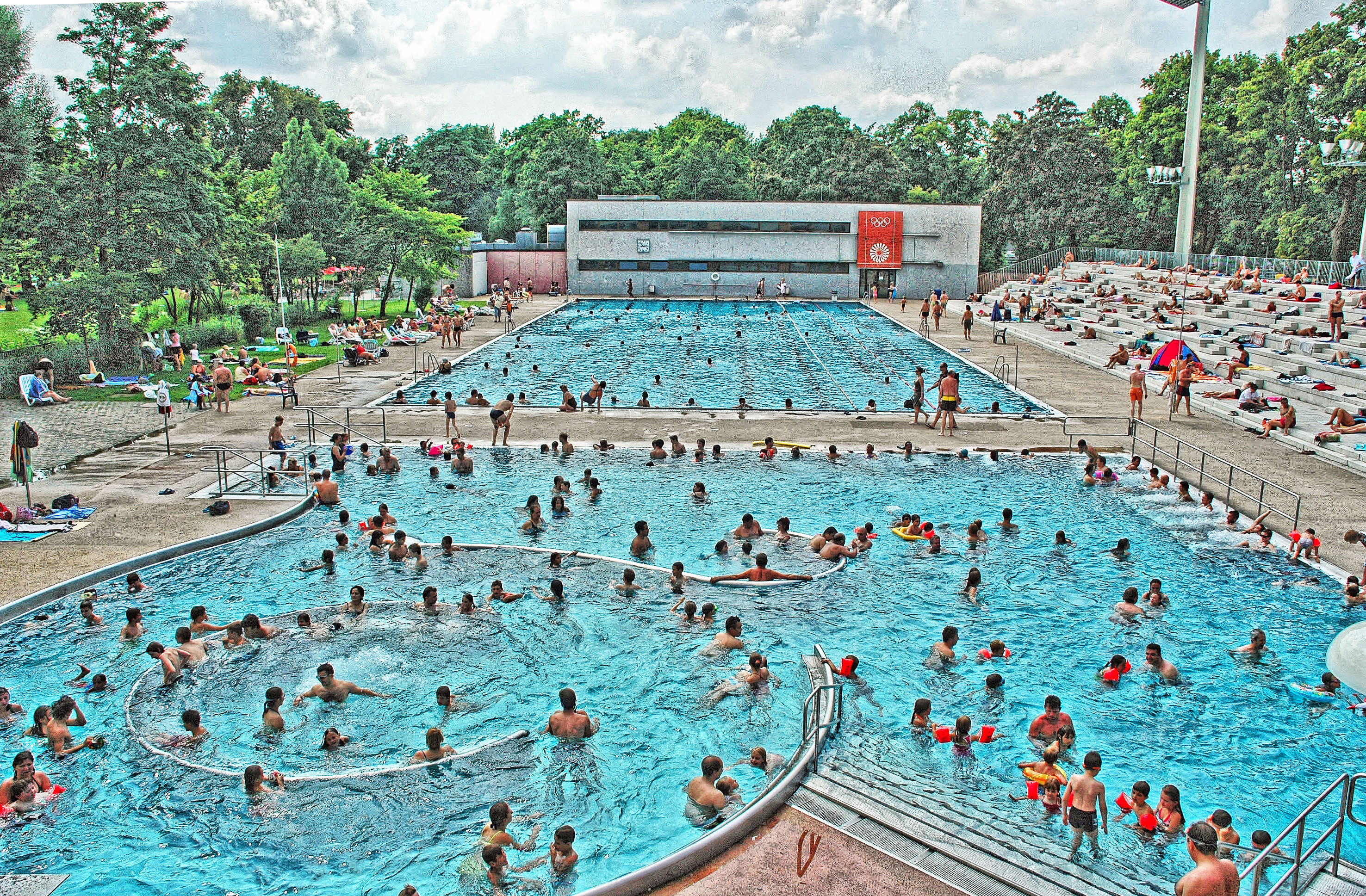
Die Einbeziehung von Menschen erschließt den Sinn von Architektur (Dante-Bad in München)
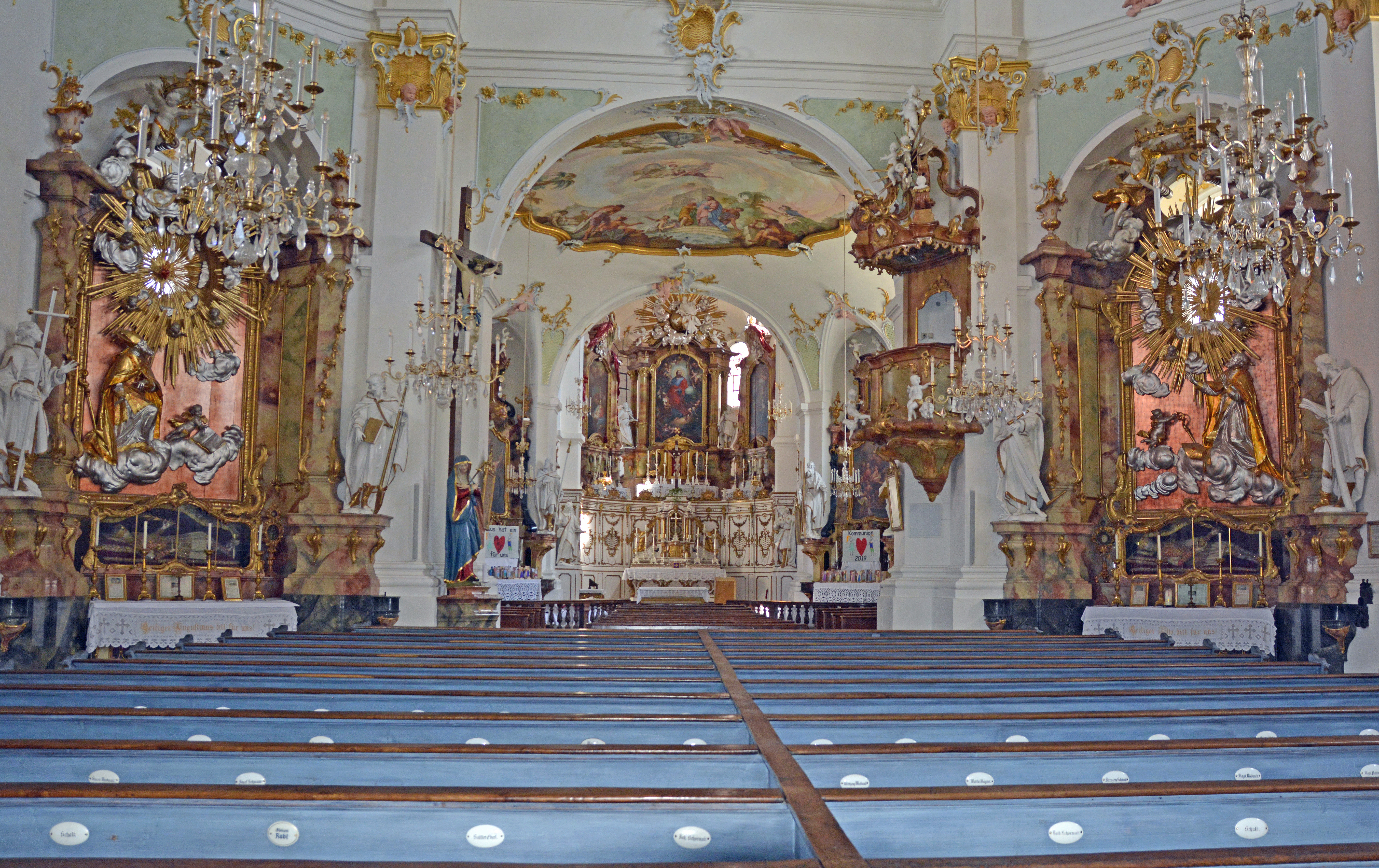
Interior-Aufnahmen erfordern den Einsatz von Blitzen (Klosterkirche St. Alto, Altomünster (Altarraum))
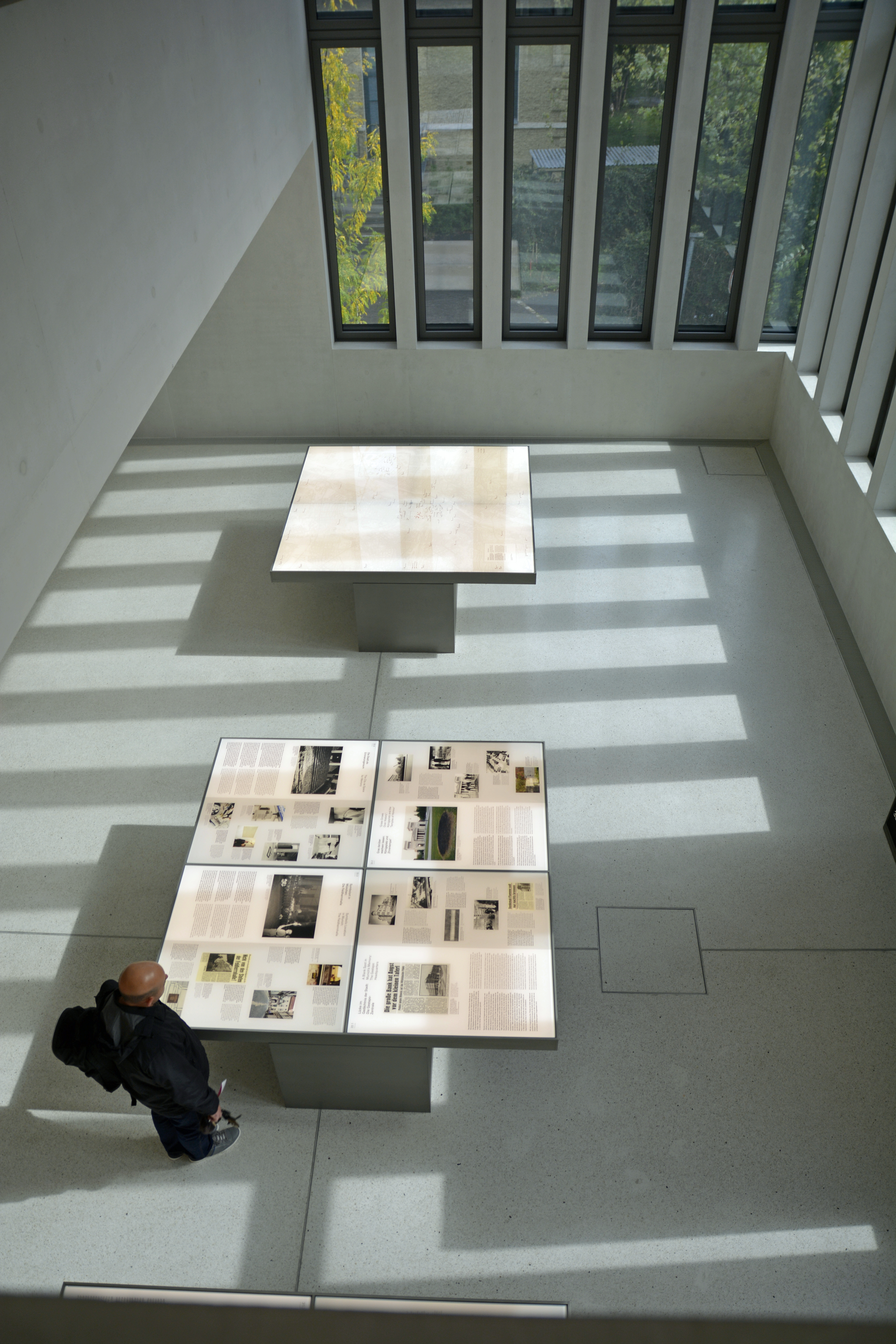
Die Wahl der Perspektive bestimmt die Wirkung (NS-Dokumentationszentrum München (Innenansicht))
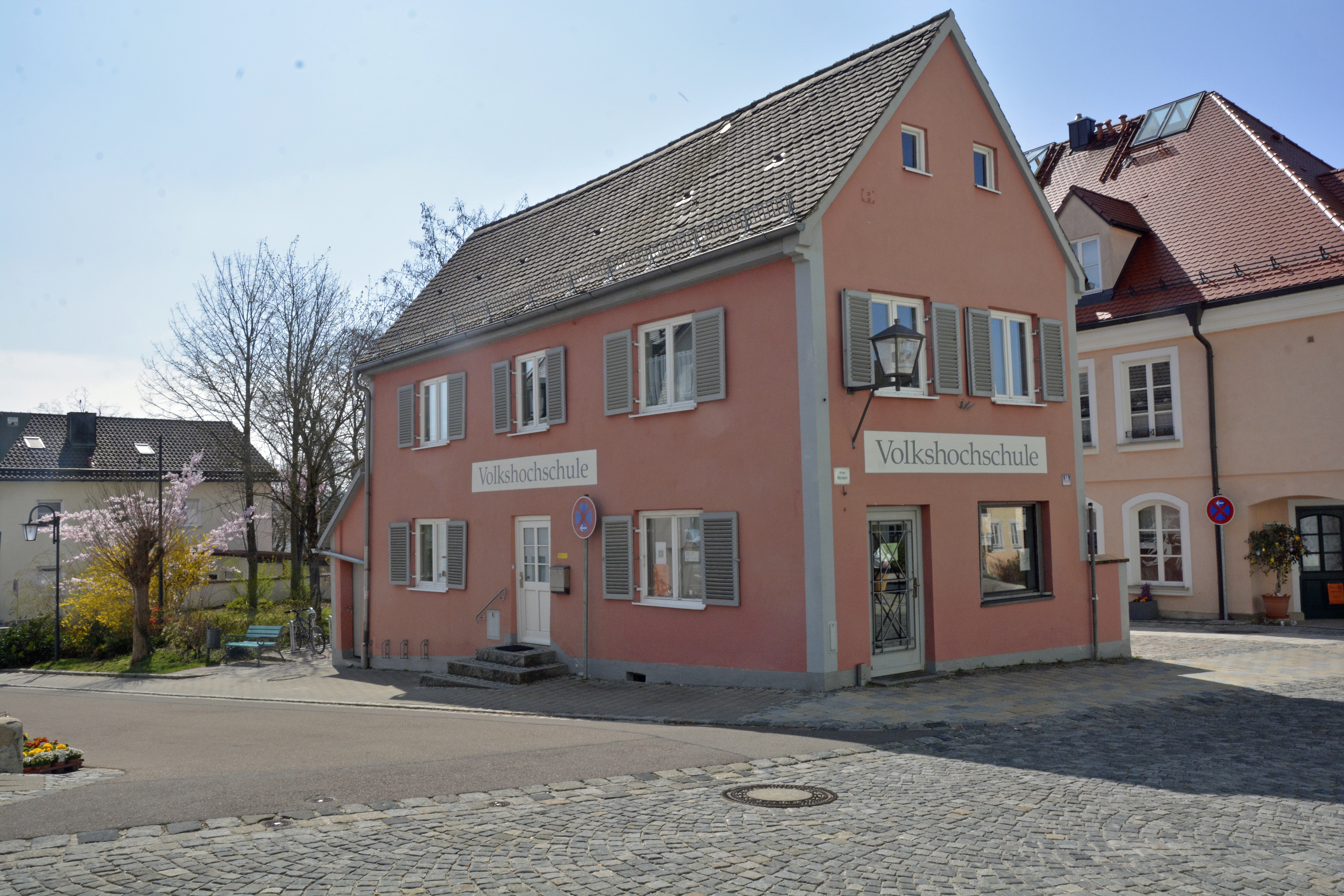
Je kleiner ein Gebäude ist, desto leichter kann man es fotografieren (Volkshochschule (VHS) in Altomünster)
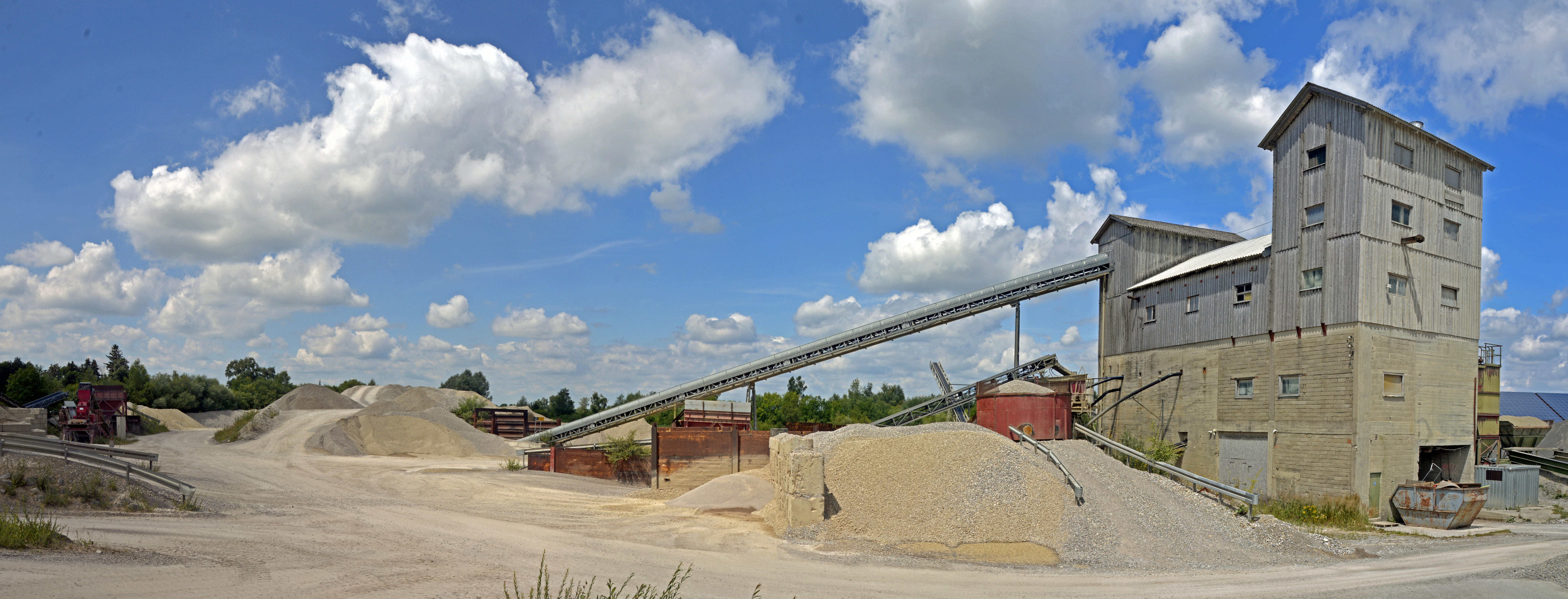
Industriebauten sind Objekte der Architekturfotografie (Kieswerk Buchloe)
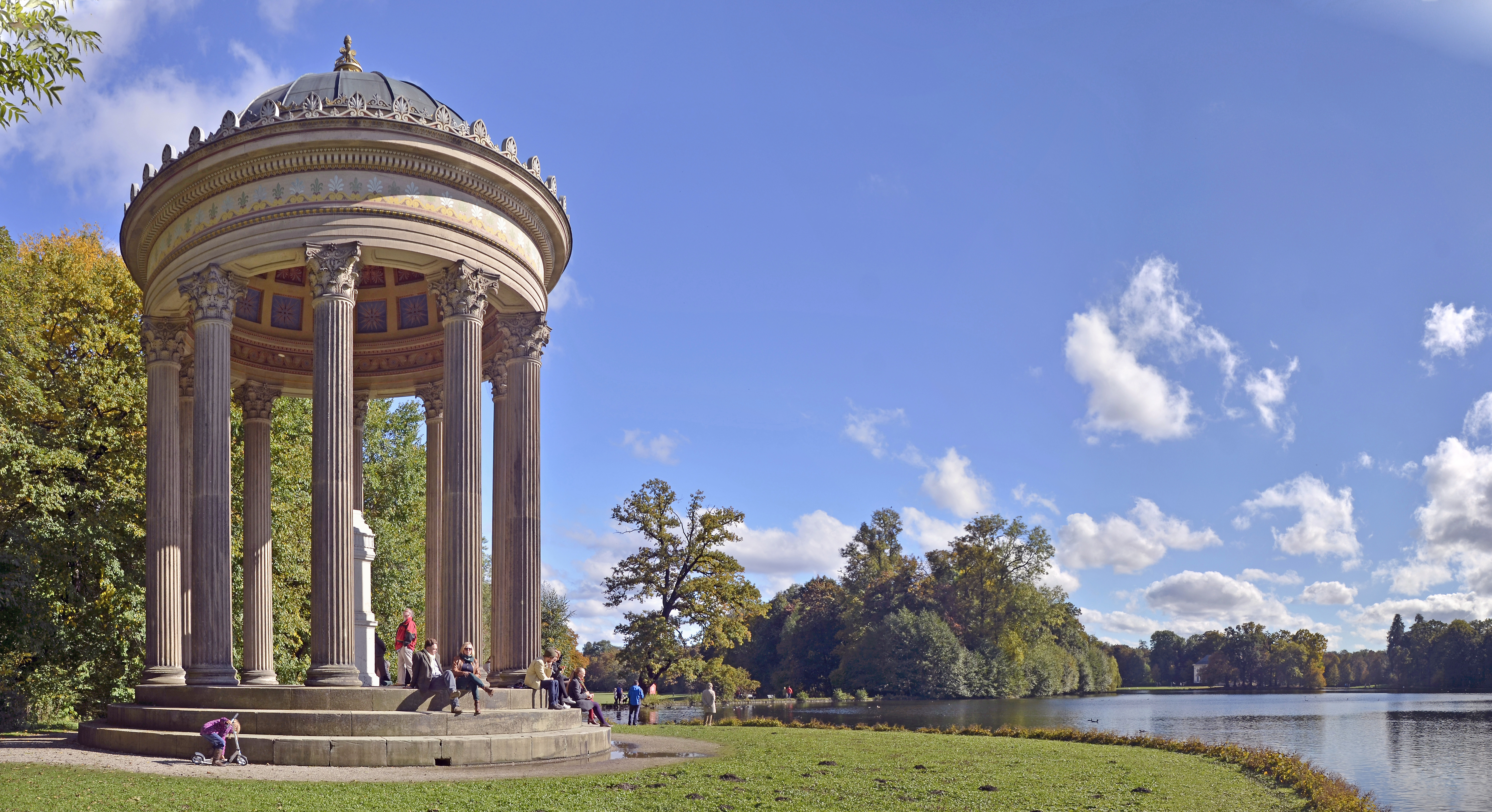
Architektur, die in der Landschaft steht, sollte auch die Landschaft einbeziehen (Monopteros (Schlosspark Nymphenburg))
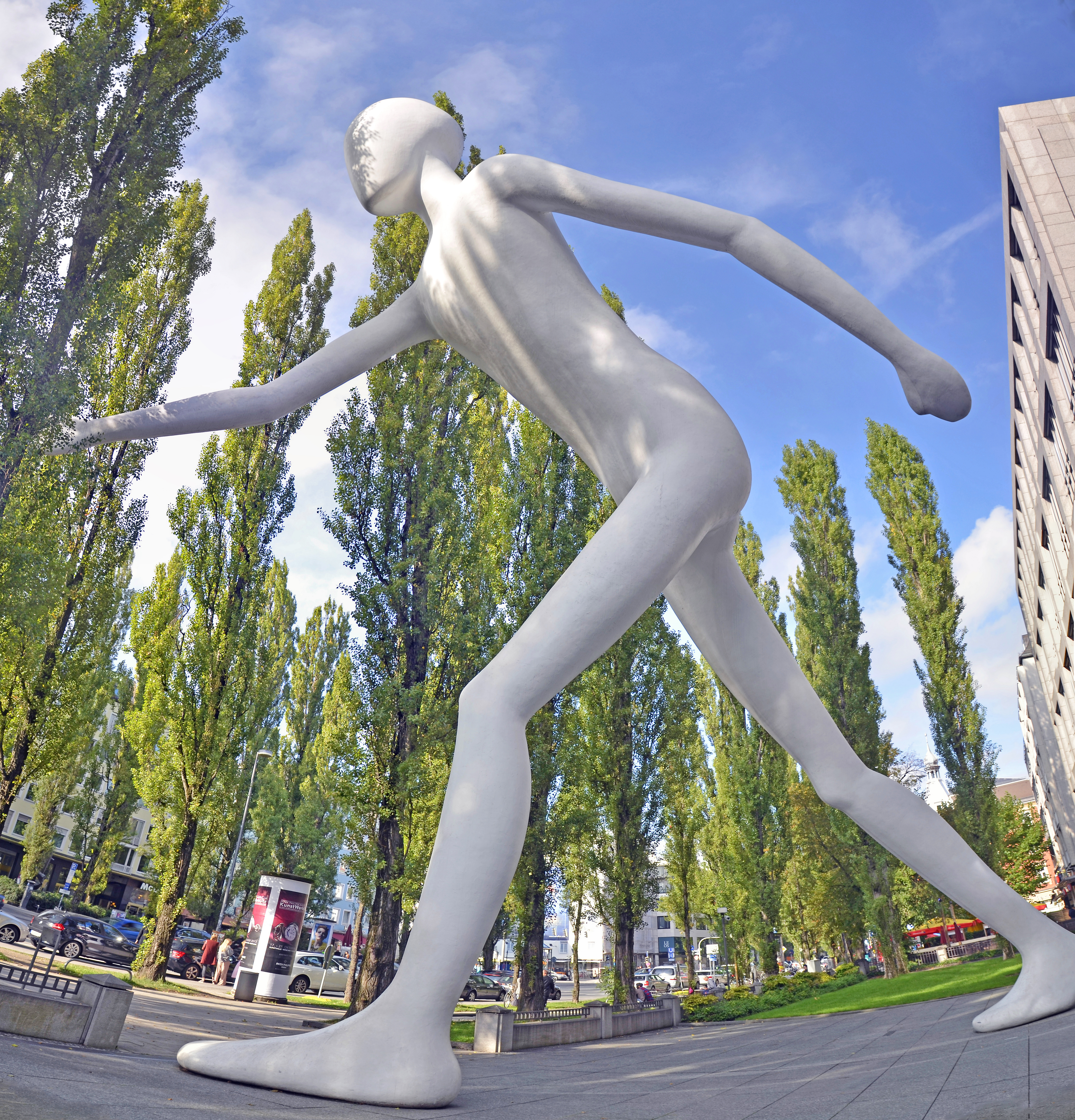
Kunst kann auch Architektur sein (Walking Man in München-Schwabing)
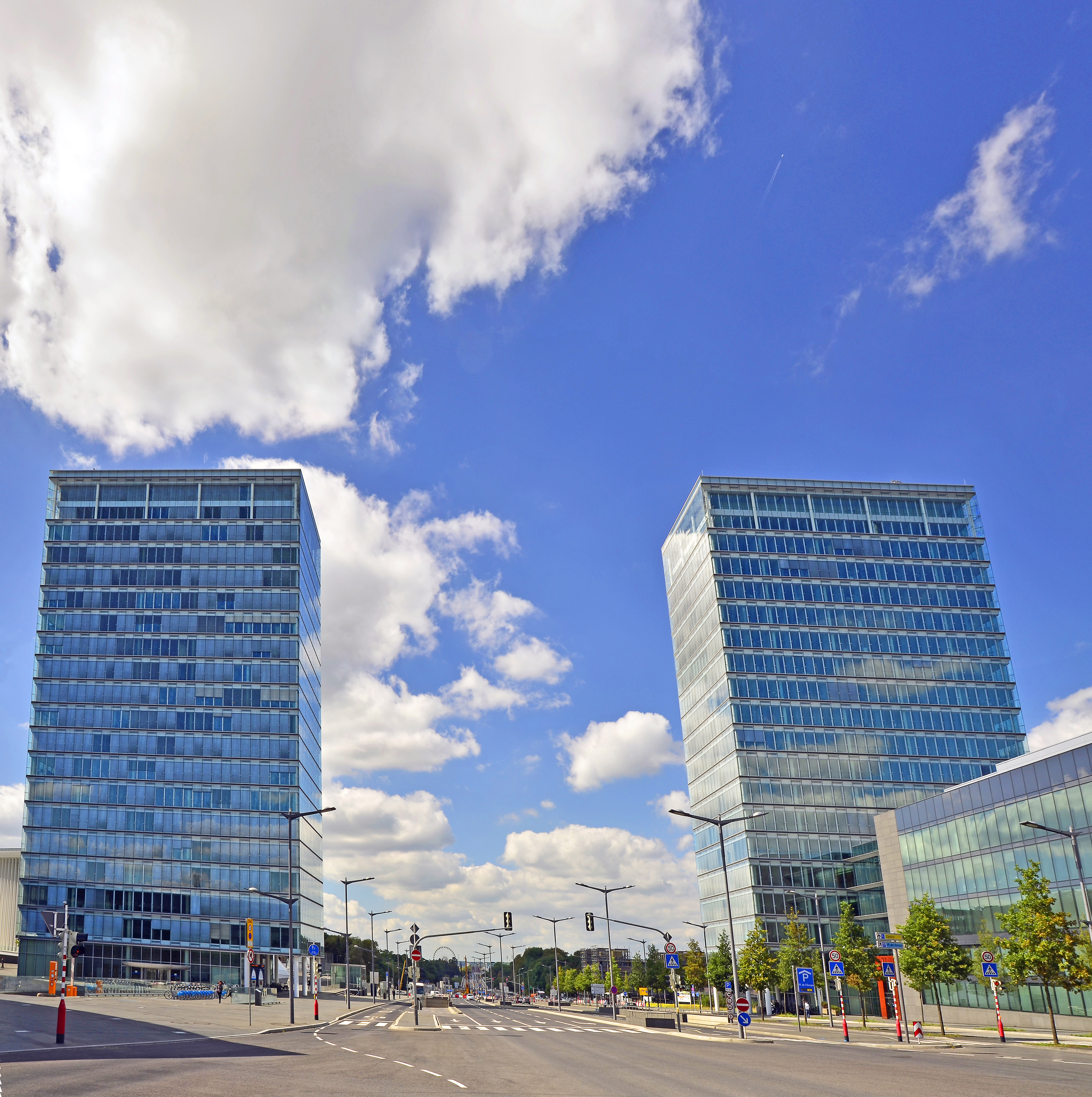
Die Einbeziehung des Himmels verstärkt die Wirkung der Architektur (Luxembourg – Porte de Kirchberg)
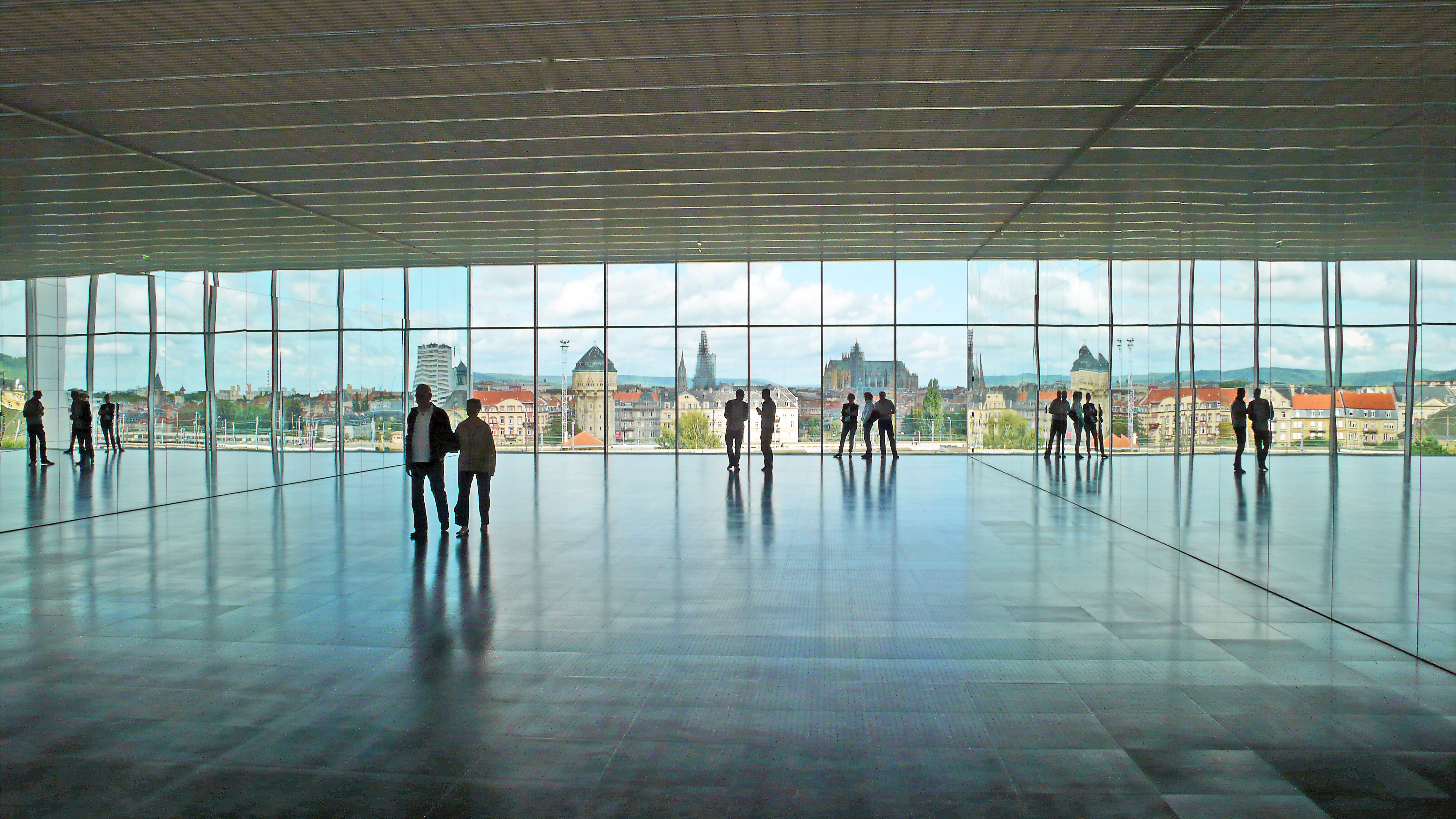
Stadtarchitektur kann auch aus Innenräumen gestaltet werden (Centre Pompidou in Metz (Frankreich) – Innenansicht)
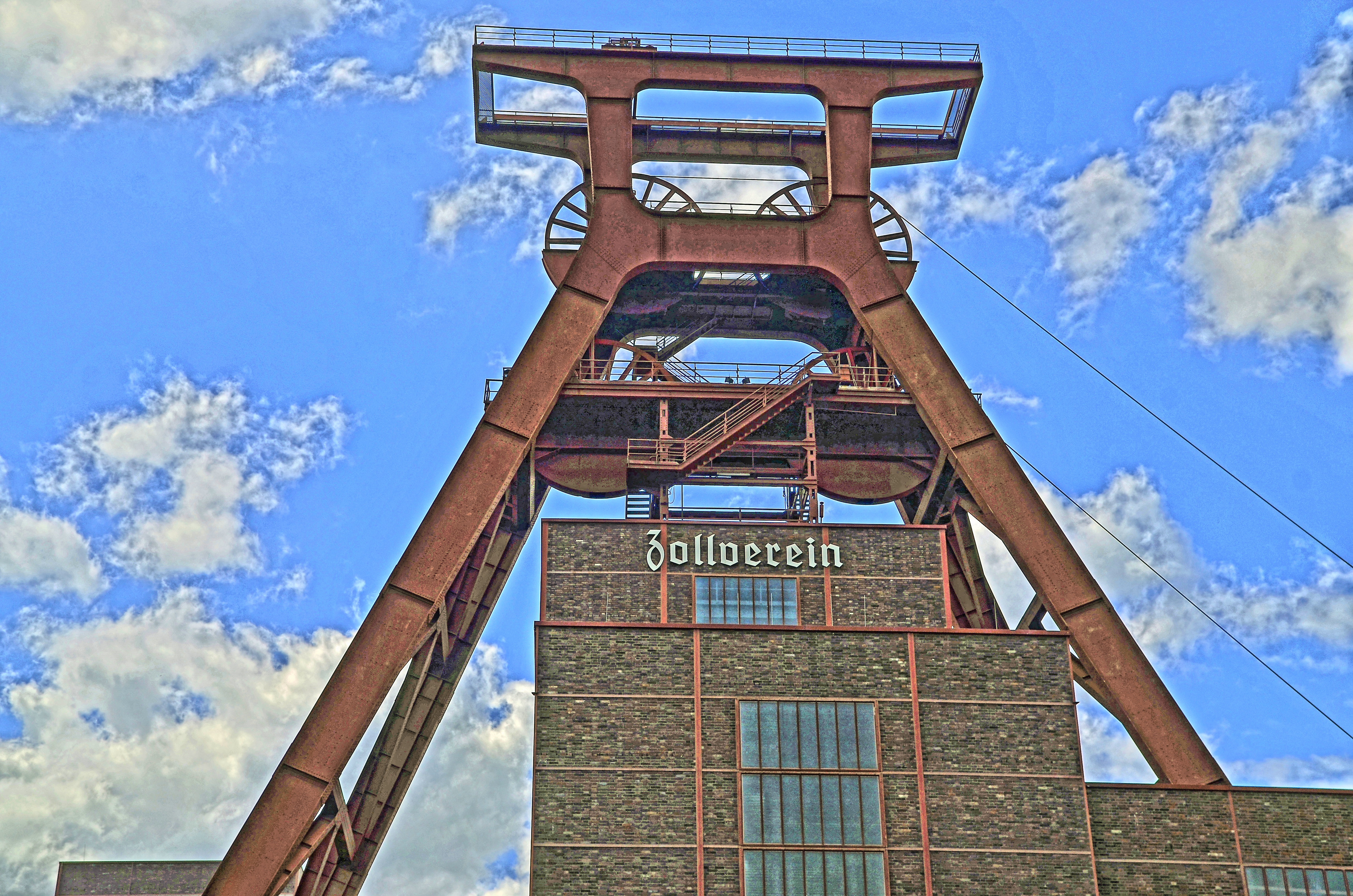
Architekturfotografie als historischen Dimension(Zeche Zollverein, Essen)
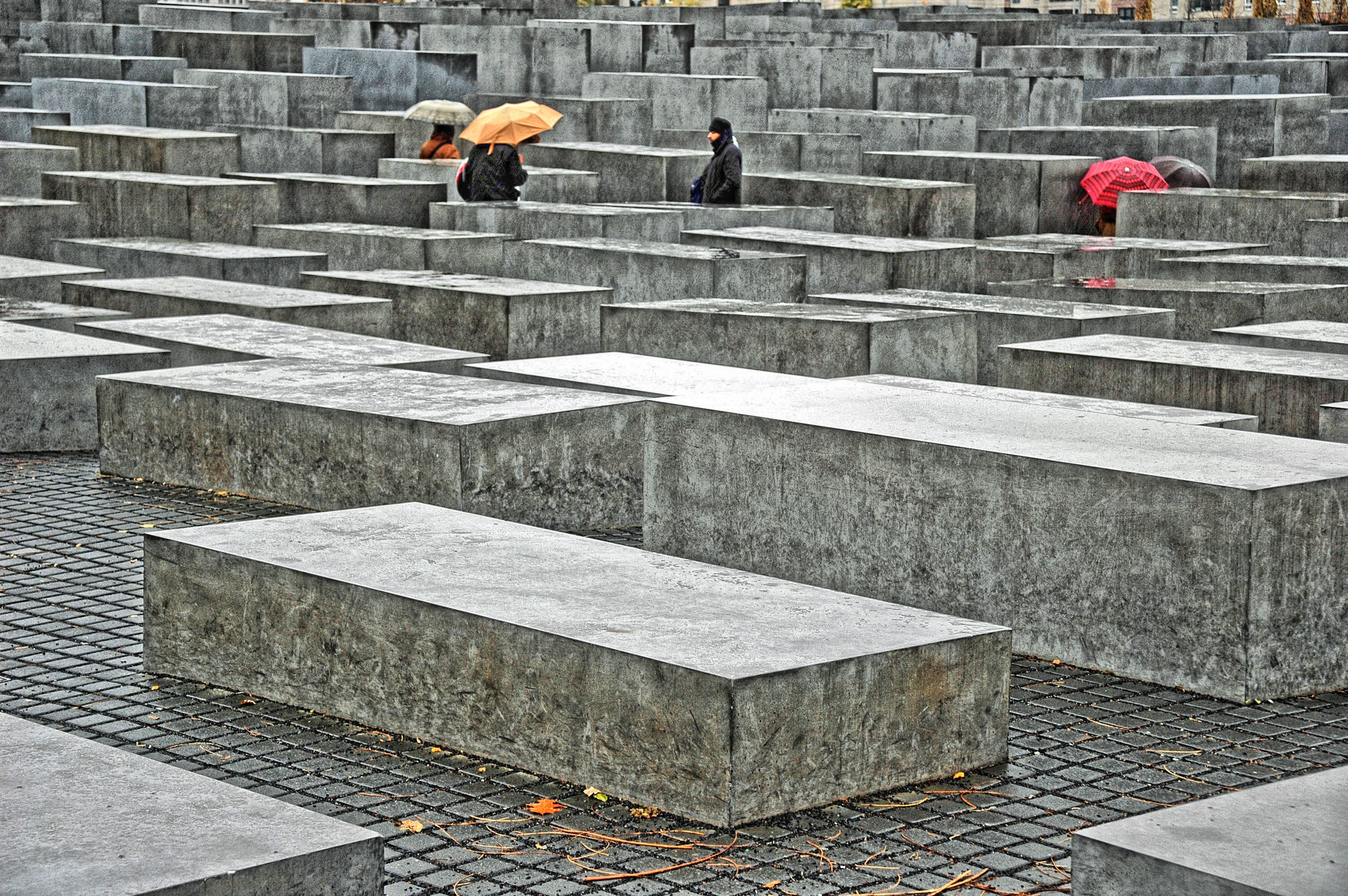
Jede Komposition erzeugt eine spezifische Stimmung (Holocaust-Denkmal in Berlin)
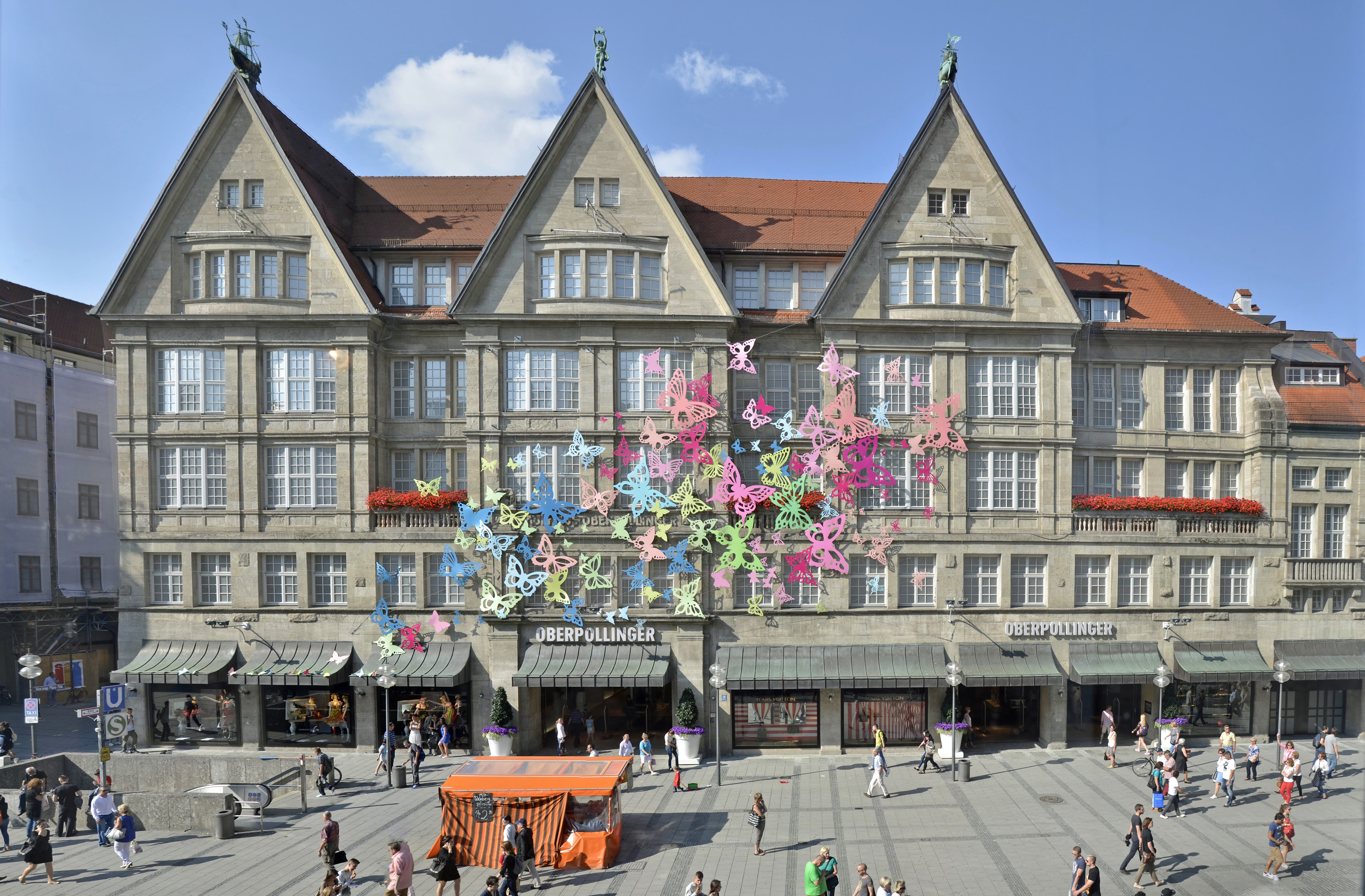
Mit einem Kamerastandpunkt in Höhe der vertikalen Mitte eines Gebäudes (hier vom gegenüberliegenden Gebäude) stimmen die Proportionen (Oberpollinger Kaufhaus in München)
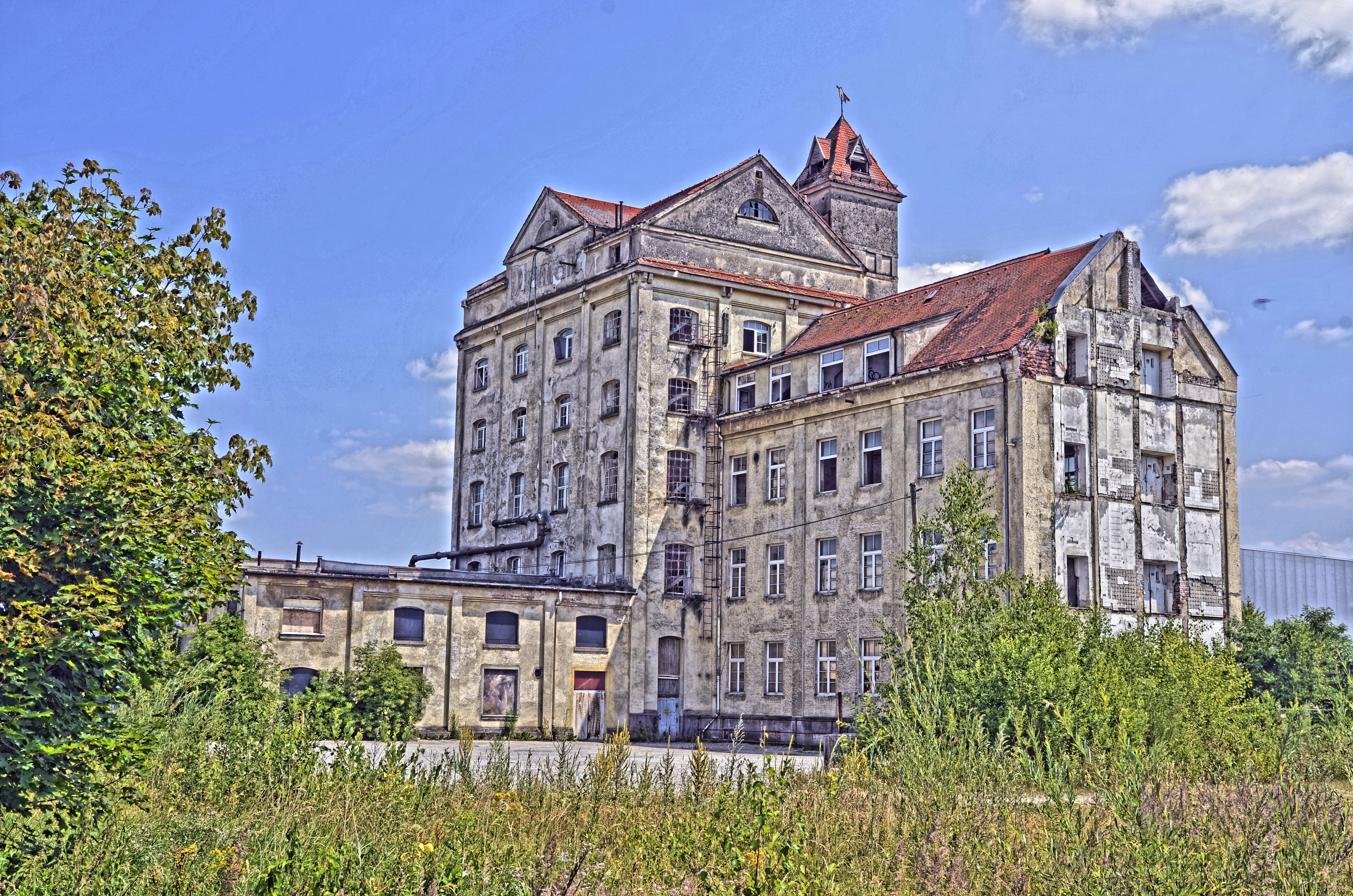
Beispiel aus der Ruinenfotografie (Alte Diamalt-Werke in München-Allach)
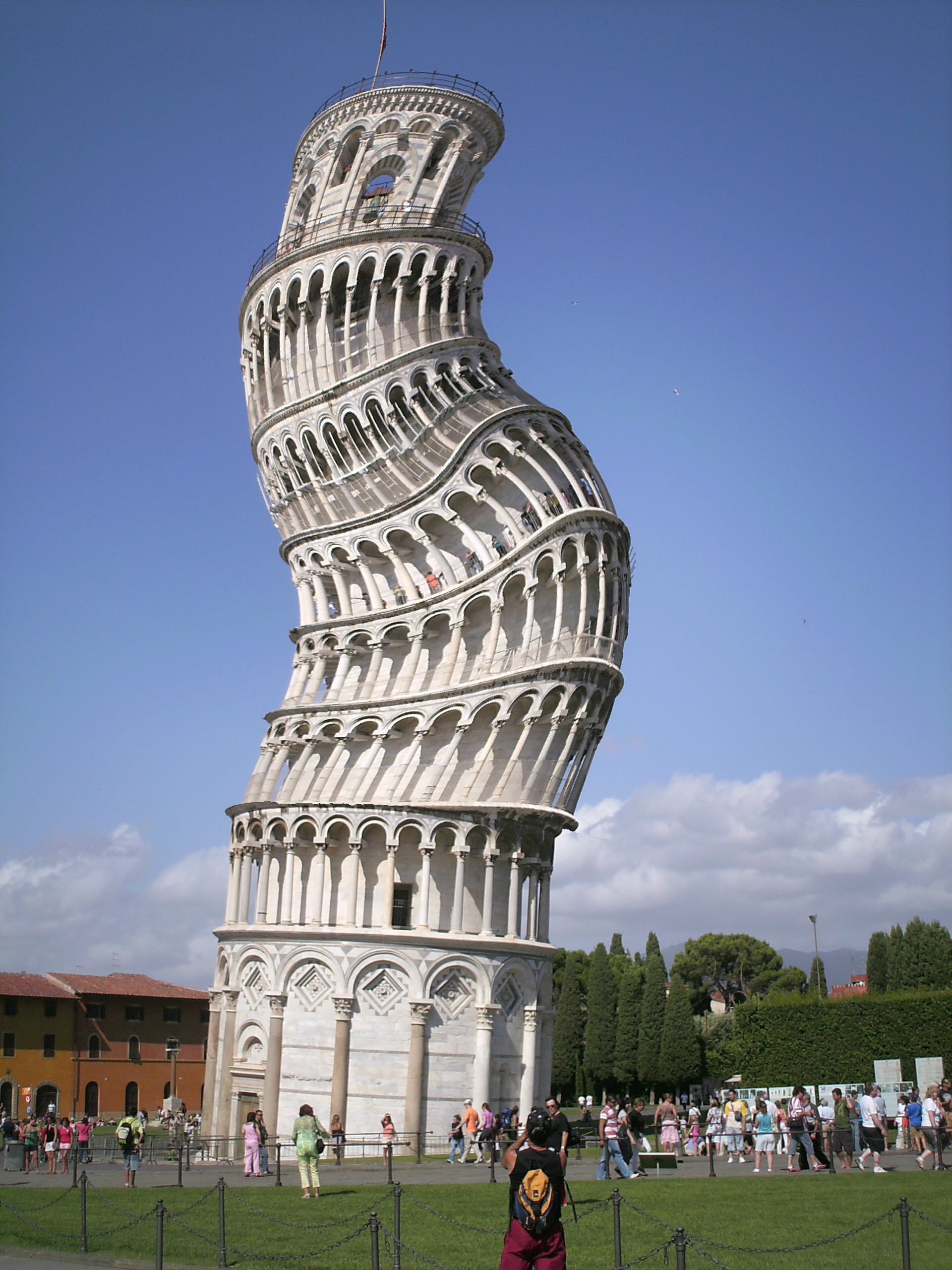
Mit kreativer Bildbearbeitung sind surreale Verfremdungen möglich (Torre di Pisa)
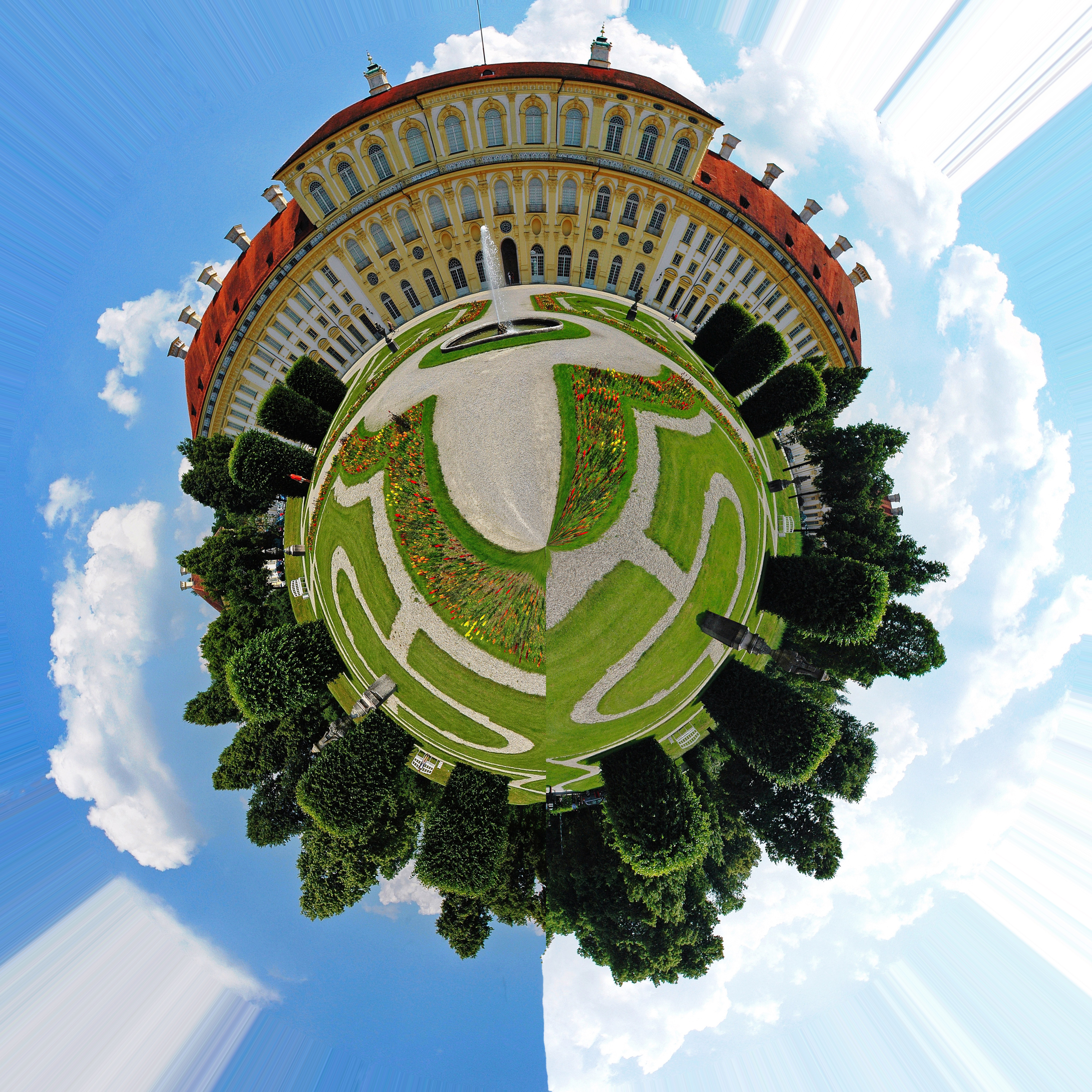
Künstlerische Verfremdung mit der Little Planet-Technik aus der Bildbearbeitung (Schloss Oberschleißheim – Westfront Little Planet)

## Wettbewerbe
Die Architekturfotografie ist Gegenstand mehrerer Profi- und Amateur-orientierter Wettbewerbe, z. B.:
- Architectural Photography Awards[15]
- architekturbild („Europäischer Architekturfotografie-Preis“)[16][17]
- DigitalPHOTO-Leserwettbewerbe[18]

## Fotografen (Auswahl)
Im Wesentlichen definieren sich bekannte Architekturfotografen entweder als freie Künstler oder auf Auftragskünstler. Im Folgenden dazu einige berühmte oder ausgezeichnete Fotografen:

- Berenice Abbott
- Janie Airey
- Kerstin Arnemann
- Eugène Atget
- James Austin
- Iwan Baan
- Bernd und Hilla Becher
- Arnaud Bertrande
- Hélène Binet
- Jack Boucher
- Zooey Braun
- Marcus Bredt
- Sergio Castiglione
- Robert Conrad
- Matthias Dengler
- Hans-Georg Esch
- Frederick H. Evans
- Mihai Florea
- Luigi Ghirri
- Brigida González
- Julia Anna Gospodarou
- Fernando Guerra
- Andreas Gursky
- Roland Halbe
- Axel Hausberg
- Heinrich Heidersberger
- Florian Holzherr
- Hufton and Crow (Duo)
- Werner Huthmacher
- Thomas Kellner
- Michael Kenna
- Mike Kelley
- Klaus Kinold
- David Leventi
- Rut Blees Luxemburg
- Eric de Mare
- Carol McKinney Highsmith
- Robert Mehl
- Adam Mørk
- Stefan Müller
- Richard Pare
- Bas Princen
- Andrew Prokos
- Tim Rawle
- Christian Richters
- Friederike von Rauch
- Josef Schulz
- Marcus Schwier
- Julius Shulman
- Wolfgang Georg Sievers
- Ezra Stoller
- Wayne Thom
- Pierre Trémaux
- Iwao Yamawaki

- Maximilian Gottwald

## Vereinigungen
- American Society of Media Photographers (ASMP)
- Association of Independent Architectural Photographers (AIAP)
- International Association of Architectural Photographers (IAAP)
- Association of Photographers (AOP).
- Bundesverband Architekturfotografie e. V. (BVAF)[19]

## Ausbildung
Auch wenn die Architekturfotografie offiziell einer der Schwerpunkte der handwerklichen Ausbildung Fotograf/in ist, gibt es keine direkte Ausbildung in der Architekturfotografie. Abgesehen von dem schulischen Teil der Ausbildung, hängt es stark vom ausbildenden Betrieb ab, ob dieser Wissen in der Architekturfotografie vermitteln kann, oder nicht. Da die Ausbildung in vielen Betrieben auf Produkt- oder Portraitfotografie ausgerichtet ist, bleiben in der Praxis wenig Kapazitäten, um die Architekturfotografie zu vermitteln.
Viele angehende Architekturfotografen entscheiden sich daher für ein Fotografie-, bzw. Kommunikationsdesignstudium, welches mehr Freiheiten bietet, um die Architekturfotografie zu erlernen.
Auch ein Quereinstieg ist bei vielen etablierten Architekturfotografen nicht unüblich.

## Rechtliche Aspekte

### Allgemein
Rechtlich sprechen gegen das Fotografieren zunächst zwei Aspekte:
1. das Urheberrecht des Architekten (Fotografieren als zustimmungsbedürftige Vervielfältigung des Architektenwerkes, § 2 Abs. 1 Nr. 4 UrhG (Urheberrechtsgesetz), § 16 UrhG) und
2. das Eigentumsrechts am Grundstück inkl. dem daraus resultierenden Hausrecht, § 903 BGB.[21]

In besonderen Konstellationen können noch das Persönlichkeitsrecht des Gebäudebewohners oder Sicherheitsaspekte, z. B. bei militärischen Anlagen hinzukommen.

### Außenaufnahmen
Für Fotos von Gebäuden gilt grundsätzlich die sogenannte „Paronamafreiheit“. Danach ist gem.§ 59 UrhG das Aufnehmen und anschließende Verbreiten von solchen Bildern grundsätzlich zulässig. Diese Regelung bezieht sich auf Außenaufnahmen. Die Bildaufzeichnungen müssen von einem öffentlich zugänglichen Ort (eine Straße ist der öffentlich gewidmete Verkehrsraum inkl. Fahrbahn, Gehweg und Radweg) aufgenommen werden. Faktisch bedeutet dies: eine diesbezügliche Nutzung von Hochstativen, Leitern, Drohnen, Hubschraubern sowie Aufnahmen von benachbarten Gebäuden können zu Einsprüchen führen.

### Innenaufnahmen
Bilder aus dem Innern eines Gebäudes sind grundsätzlich nur mit Einwilligung des Eigentümers gestattet. Er kann mit den Personen, die sein Grundstück betreten, frei vereinbaren, ob sie z. B. nur für private oder auch für kommerzielle Zweck fotografieren dürfen, ob sie mit oder ohne Stativ und Blitz fotografieren dürfen und ob sie für diese Erlaubnis ein Entgelt zu zahlen haben. Eine schriftliche Erlaubnis ist empfehlenswert.
Dies gilt auch für Gebäude, die bestimmungsgemäß der Öffentlichkeit zugänglich sind, wie etwa Museen, Liegenschaften der Kirchen, Schlösser, Konzerthallen etc. Wenn in den Gebäuden Veranstaltungen oder andere berichtenswerte öffentliche Ereignisse stattfinden, kann sich aus der Pressefreiheit und dem jeweiligen Landespressegesetz für Pressefotografen ein kostenfreies Zugangsrecht ergeben, soweit die Fotos der Unterrichtung der Öffentlichkeit dienen.

### Autorenschaft
Wenn sich jedoch ein Autor wissenschaftlich, und sei es nur populärwissenschaftlich, mit der Architektur eines Gebäudes, einschließlich der Innenarchitektur, auseinandersetzt, darf er zu diesem Zweck in seinem Artikel bzw. Buchbeitrag zur Erläuterung eine Außen- oder auch Innenaufnahme des besprochenen Bauwerkes abbilden. Dies ergibt sich aus der urheberrechtlichen Schranke des Zitatrechts, § 51 Ziff. 1 UrhG.

### Inhaltlich beschränktes Nutzungsrecht in der Architekturfotografie
Neben dem einfachen und ausschließlichen Nutzungsrecht (geregelt in Paragraph 31 ff. UrhG) ist für die Architekturfotografie vor allem das inhaltlich beschränkte Nutzungsrecht von größter Bedeutung. Das Recht definiert, inwieweit das Bildmaterial vom Auftraggeber (Architekt/Bauherr) in bestimmten Medien bzw. Publikationen genutzt werden darf.
Die nachfolgende Kategorisierung entspricht der vom Bundesverband Architekturfotografie e. V. (BVAF) herausgegebenen Arbeitsempfehlung für Architekturfotografen und stellt Richtlinien für die inhaltlich beschränkte Nutzung auf:
1. Der Auftraggeber nutzt die Bilder für eigene Zwecke: Mit diesem Nutzungsrecht wird die Bildnutzung auf den nativen Vermarktungskanälen des Auftraggebers festgelegt. Zu diesen Kanälen zählen: die eigene Webseite oder Präsentationen, eigens durchgeführte Ausstellungen oder eigene Drucksachen wie z. B. Bürobroschüren oder eine Werkmonographie.
2. Nutzung auf Social Media oder Webportalen: Während die Kontrolle der Kanäle aus 1. dem Auftraggeber unterliegt (er besitzt die Medien-Hoheit), ist dies bei Social-Media-Kanälen wie Facebook und Instagram oder externen Plattformen nicht der Fall. Social-Media-Kanäle und Online-Portale, auf denen Bildmaterial einer Community dargeboten wird, sichern sich schon während der Profilerstellung durch die Zustimmung zu den AGB die unbegrenzte Weiterverwendung der geposteten Bilder (Architekturaufnahme). Die Einholung der entsprechenden Nutzungsrechte beim Fotografen ist daher für Social Media Profile wie Facebook, Instagram oder Twitter sowie für Architektenprofile auf Webportalen wie baunetz.de wichtig.
3. Architekturpreise / Tag der Architektur: Nimmt ein Architekt an einem Architekturpreis oder beim von den Architektenkammern veranstalteten “Tag der Architektur” teil, wird dies in der Regel durch den Preisauslober bzw. Veranstalter im Vorfeld kommuniziert. Für die Vermarktung kann ein Medien-Mix entstehen, z. B. die Nutzung von Bildmaterial in Veranstalter-Broschüren, auf der Veranstalter-Website oder in Pressemeldungen auf externen Portalen.
4. Redaktionelle Pressenutzung / Buchpublikation: Verlage, die Architekturfotografien in Publikationen nutzen möchten, haben in der Regel ein wirtschaftliches Interesse und nutzen die Fotografien zur Wertschöpfung der eigenen Publikation. Da die Urheberrechte beim Fotografen liegen, ist die richtige Vorgehensweise eines Verlags, beim Fotografen selbst die Nutzung seiner Bilder anzufragen und diese korrekt zu lizenzieren. Eine Anfrage von Verlagen bei Auftraggebern hingegen ist nur dann korrekt, wenn der Auftraggeber hierfür die entsprechenden erweiterten Nutzungsrechte erworben hat. Gleiches gilt auch, wenn Internet-Blogs Bilder bei Auftraggebern anfragen.
5. PR-Artikel / Corporate Publishing: Im Gegensatz zu Kategorie 4 geht es hierbei um die Intention des Architekten. Die Fragen, ob der Architekt für die Platzierung des Bildmaterials bezahlt und ob er die Bilder in werblichen Publikationen Dritter platzieren möchte, spielen eine entscheidende Rolle. Die Lizenzierung von Bildern zur Nutzung in PR-Artikeln ist dann zwingend notwendig, wenn diese nicht durch eine unabhängige Redaktion erstellt werden oder von Verlagen nur dann publiziert werden, wenn der Auftraggeber für die Veröffentlichung bezahlt. Im Architekturbereich betrifft das unter anderem die Medien: Cube, Architektur Nord, Bauwelt (z. B. Rubrik “Im Gespräch”). Gleiches gilt für Corporate Publishing Magazine eines Unternehmens.
6. Ausstellungen und Messen, die von Dritten kuratiert werden: Während bei Architekturpreisen (Kategorie 3) die Selbstvermarktung des Architekten im Fokus steht, haben von Dritten kuratierte Veranstaltungen vor allem für die Dritten selbst einen großen Nutzen. Stellt z. B. ein Architekturmuseum oder eine Immobilienmesse die Werke eines Architekten aus, so dient dies zur Gewinnung von Besuchern und generiert dadurch für den Veranstalter selbst Wertschöpfung.
7. Bildnutzung durch am Bauwerk beteiligte Unternehmen und Gewerke (Projektpartner): Da diese Projektpartner nicht im direkten Vertragsverhältnis mit dem Architekturfotografen stehen, dürfen sie ohne die Einholung bzw. den Erwerb der Nutzungsrechte die Bilder weder in eigenen, noch in externen Medien publizieren. Es empfiehlt sich, die Anfrage an den Architekturfotografen weiterzuleiten, welcher sich dann mit dem beteiligten Unternehmen oder Gewerk in Verbindung setzt und separat die Nutzungsrechte vereinbart.[23]